# Tychy

Nieoficjalna flaga Tychów

Tychy (niem. Tichau) – miasto na prawach powiatu w południowej Polsce, w województwie śląskim.
Według danych GUS z 31 grudnia 2024 r., miasto było zamieszkiwane przez 121 063 osoby.

## Położenie
Tychy leżą w południowej części Górnośląskiego Okręgu Przemysłowego (GOP). Są jednym z ośrodków centralnych konurbacji górnośląskiej.
Od północy Tychy graniczą z Katowicami, od wschodu z Lędzinami i Bieruniem, od południa ze Świerczyńcem i Kobiórem, od zachodu z Wyrami i Mikołowem.
Historycznie Tychy położone są na Górnym Śląsku.
Miasto leży w dorzeczu Wisły, w zlewni Gostyni.
Tychy zajmują 28. pozycję pod względem liczby ludności w Polsce i 48. pod względem powierzchni.

## Podział administracyjny

### Dzielnice
W skład Tychów wchodzi 17 dzielnic:
- Cielmice
- Czułów
- Glinka
- Jaroszowice
- Mąkołowiec
- Paprocany
- Radziejówka
- Stare Tychy
- Suble
- Śródmieście
- Urbanowice
- Wartogłowiec
- Wilkowyje
- Wygorzele
- Zawiść
- Zwierzyniec
- Żwaków

### Podział Śródmieścia

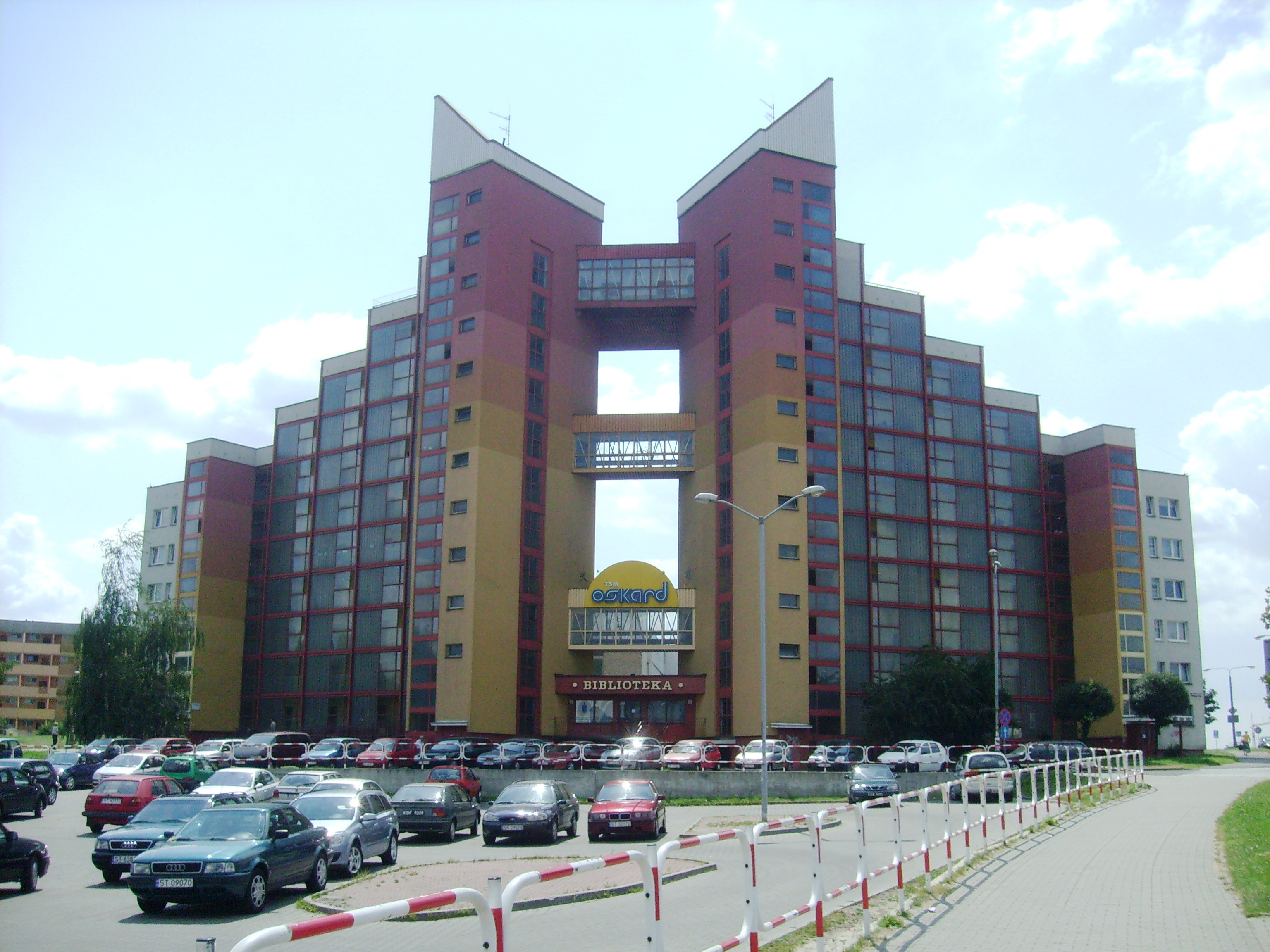
Brama Słońca, ul. Dmowskiego 33

Śródmieście, zgodnie z koncepcją Kazimierza Wejcherta podzielone jest na 2 dzielnice – Północną i Południową, z linią kolejową będącą granicą pomiędzy nimi. Te zaś podzielone są na 23 osiedla:

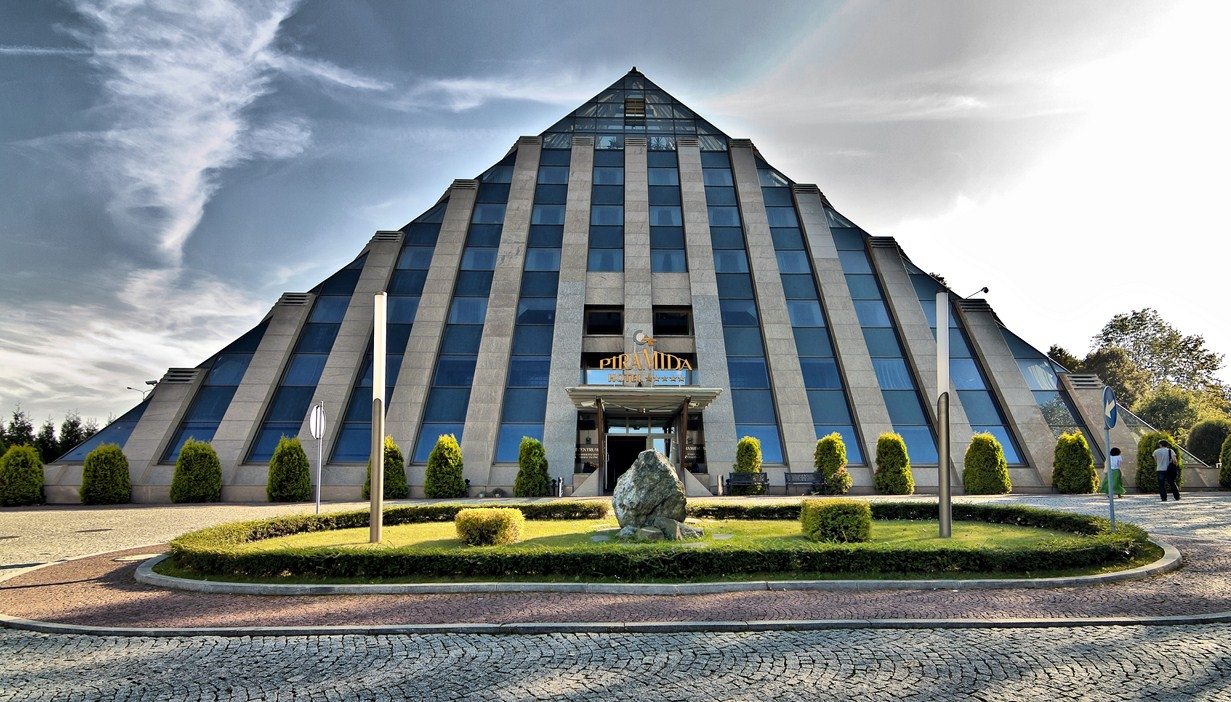
Hotel Piramida nad Jeziorem Paprocańskim

#### Dzielnica Północna
- osiedle „Anna”
- osiedle „Barbara” – również „podosiedla”: „Balbina” B-1, B-2
- osiedle „Celina” – również „podosiedla”: C-1, C-2, C-3
- osiedle „Danuta” i „Dorota” – również „podosiedla”: D-1, D-3
- osiedle „Ewelina” – również „podosiedle”: E-2
- osiedle „Felicja” – również „podosiedle”: F-1, F-2, F-6
- osiedle „Genowefa”

#### Dzielnica Południowa
- osiedle „Cztery Pory Roku” – mieści się przy skrzyżowaniu al. Bielskiej z ul. gen. Władysława Sikorskiego
- osiedle „Honorata” – również „podosiedla”: H-1, H-2, H-4, H-5, H-6, H-7
- osiedle „Karolina”
- osiedle „Lucyna”
- osiedle „Łucja”- również „podosiedla”: Ł-1, Ł-2
- osiedle „Magdalena”
- osiedle „Natalia”
- osiedle „Olga” – również „podosiedla”: O-1
- osiedle „Paulina” – również „podosiedle”: P-1
- osiedle „Regina” – również „podosiedla”: R-1, R-2
- osiedle „Stella” – również „podosiedle”: S-1 (Osiedle Sosnowe)
- osiedle „Teresa” – również „podosiedle”: T-1
- osiedle „Urszula” – również „podosiedle”: U-1
- osiedle „Weronika”
- osiedle „Zuzanna” – również „podosiedle”: Z-1

## Środowisko

### Geografia

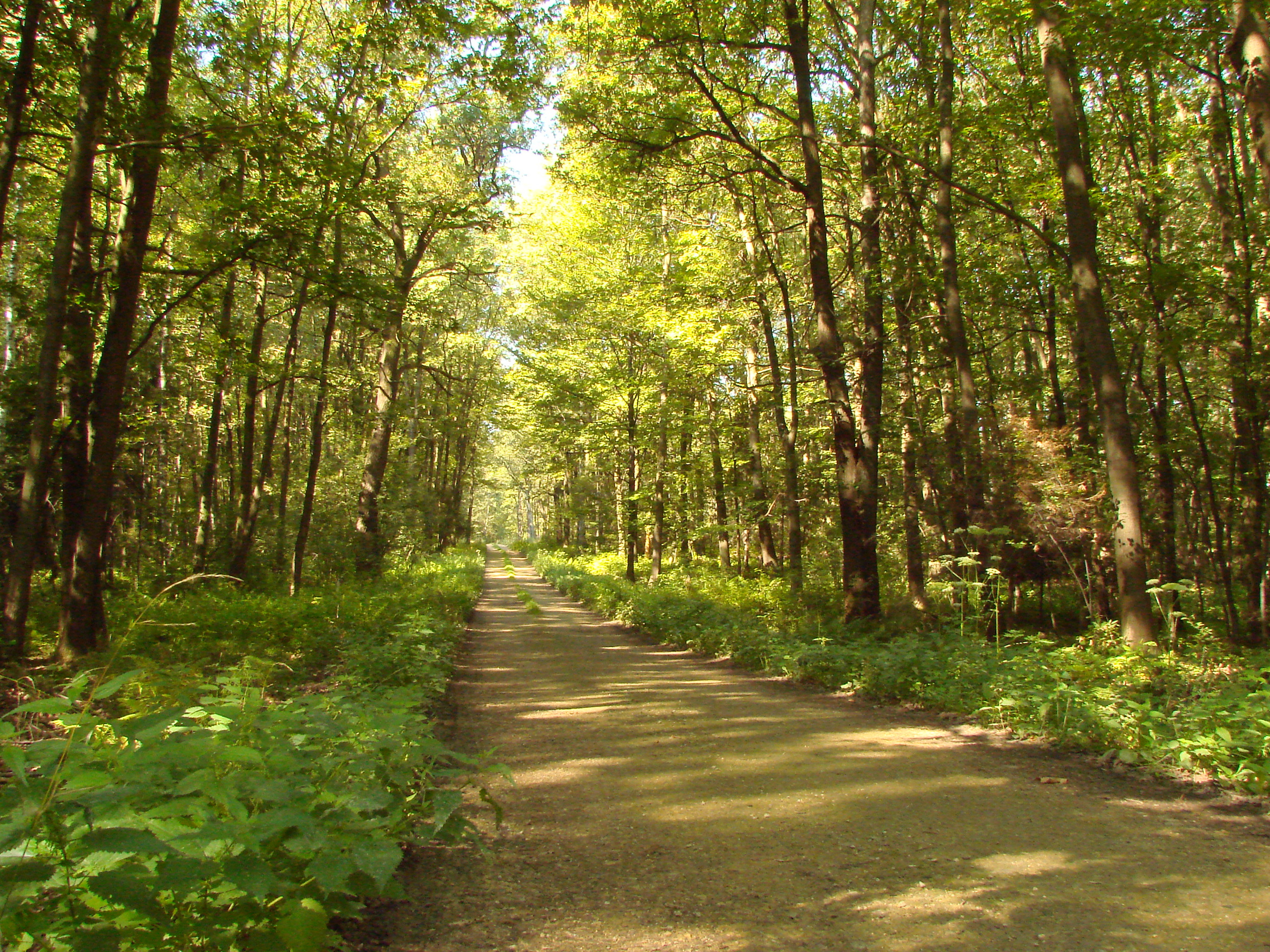
Las w Tychach

Tychy należą do większych miast województwa śląskiego. Położone są w jego centralnej części, na wysokości pomiędzy 234 a 301 m n.p.m., na pograniczu Kotliny Oświęcimskiej i Wyżyny Śląskiej. Miasto leży w obrębie megaregionu Karpackiego, prowincji Karpaty Zachodnie z Podkarpaciem Zachodnim i Północnym, obejmując m.in. fragment Kotliny Oświęcimskiej.
Usytuowane są przy skrzyżowaniu tras międzynarodowych Warszawa – Wiedeń (w Tychach jest to ul. Beskidzka/DK 1) i krajowej Opole – Kraków (ul. Mikołowska i Oświęcimska/DK 44). W odległości 12 km od Tychów przechodzi autostrada A4.
Od południa, wschodu i zachodu miasto otaczają Lasy Pszczyńskie, będące pozostałością dawnej Puszczy Pszczyńskiej, a na północ od miasta znajdują się Lasy Katowicko-Murckowskie, będące fragmentem południowej części leśnego pasa ochronnego GOP.

### Klimat
Obszar, na którym leżą Tychy, występuje w regionie klimatycznym małopolskim. Charakteryzuje się on mikroklimatem wyżynnym z dużym wpływem pobliskich gór – dla miasta jest to pasmo Beskidu Śląskiego i Żywieckiego.
Średnioroczna temperatura powietrza wynosi +7,7 °C, zaś roczne opady wynoszą 800 mm.
Średnia temperatura lipca wynosi 17,5 °C, zaś stycznia –3,7 °C.
Charakterystycznym zjawiskiem występującym w Tychach są wiatry wiejące niemal codziennie, stąd Tychy są określane często mianem miasta przeciągów. Wpływa na to m.in. położenie Tychów, tzn. „u podnóża gór” oraz Brama Morawska. Charakterystycznym zjawiskiem są też liczne burze oraz nagła zmienność pogody na tym obszarze. Do Tychów docierają również silne wiatry halne z pobliskich Beskidów, które wieją najczęściej w okresach jesiennym i wiosennym. Oczywiście nie są one tak silne jak w Beskidach, czy choćby w Bielsku-Białej, ale mogą osiągać nawet 30–32 m/s, tj. ok. 120 km/h, jednak takie prędkości w Tychach osiąga stosunkowo rzadko.
Śnieg i śnieg z deszczem w Tychach pada czasami już pod koniec września, jak np. w 1995, kiedy to miejscami śnieg pokrył zieleń. Utrzymywanie się pokrywy śnieżnej w kwietniu to nic dziwnego. Może ona sięgać nawet do 50 cm, jak to miało miejsce w 1996. Śnieg i śnieg z deszczem padają czasem także w okresie świąt Wielkanocy. Zdarzały się lata, jak np. w 1985, kiedy śnieg spadł 1 maja oraz 23 i 24 maja 2004, kiedy to wystąpiły opady krupy śnieżnej i śniegu z deszczem przy temperaturze +3 i +4 stopnia za dnia i ok. +2 °C w nocy.
Według raportu Światowej Organizacji Zdrowia w 2016 Tychy zostały sklasyfikowane jako 44. najbardziej zanieczyszczone miasto Unii Europejskiej. W raporcie z 2018 Tychy nie znalazły się w pierwszej pięćdziesiątce rankingu.

### Wody

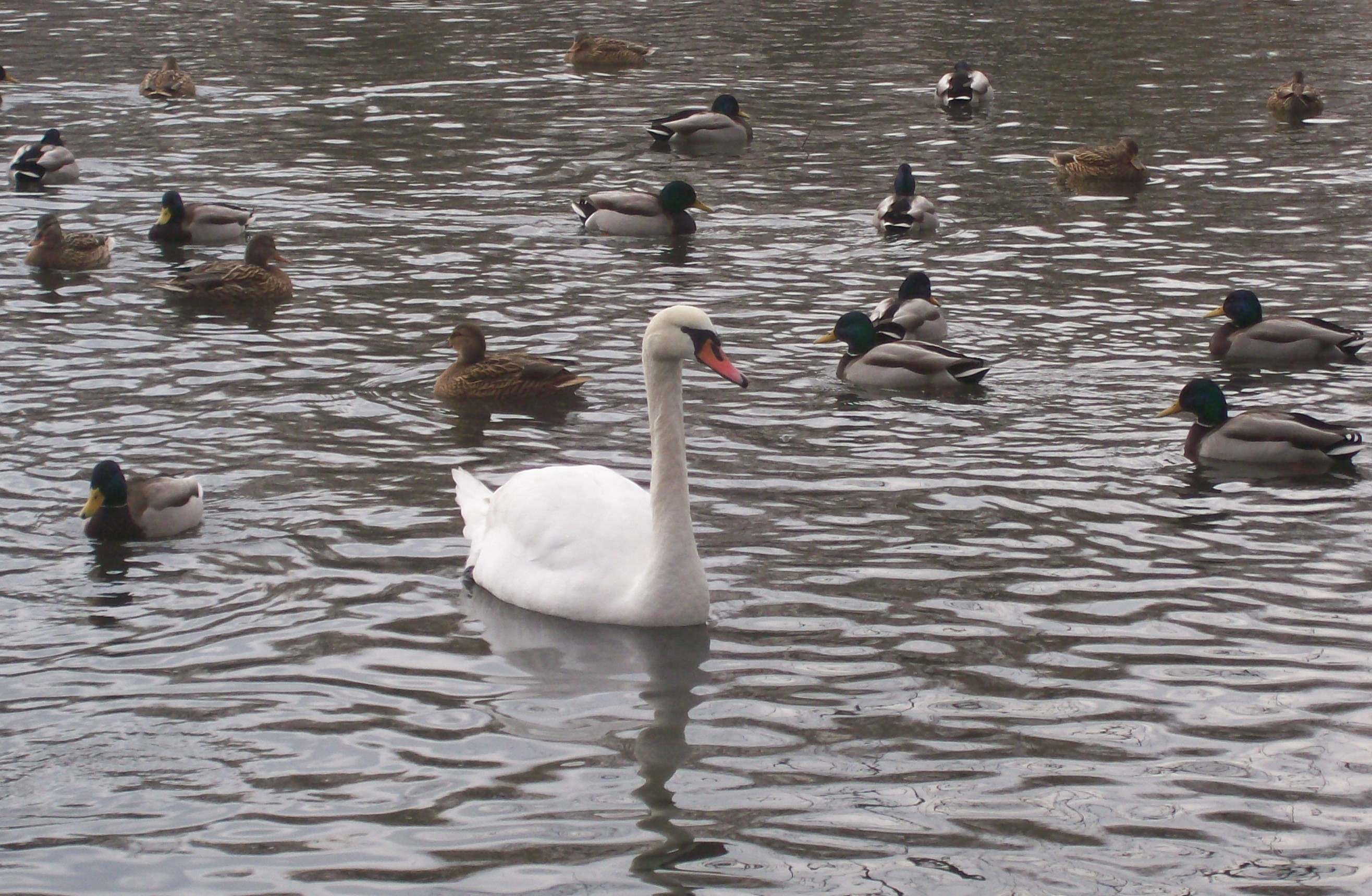
Park Północny Tychy – ptactwo wodne

### Jeziora i stawy
- Jezioro Paprocańskie
- Staw Drobowizna
- Staw Jeżowa
- Staw Polkowiec
- Staw Żogalik
- Staw Suble

### Rzeki i cieki wodne
- Gostynia (Gostynka)
- Mleczna
- Potok Tyski
- Potok Paprocański
- Potok Mikołowski

### Przyroda
W granicach miasta znajduje się około 150 ha zorganizowanej zieleni (oprócz zieleni na terenach administrowanych
przez spółdzielnie mieszkaniowe i MZBM). Parki zajmują 42,2 ha, a skwery 32,5 ha. Pozostałe tereny to tereny przyuliczne.
Parki i skwery na terenie miasta:

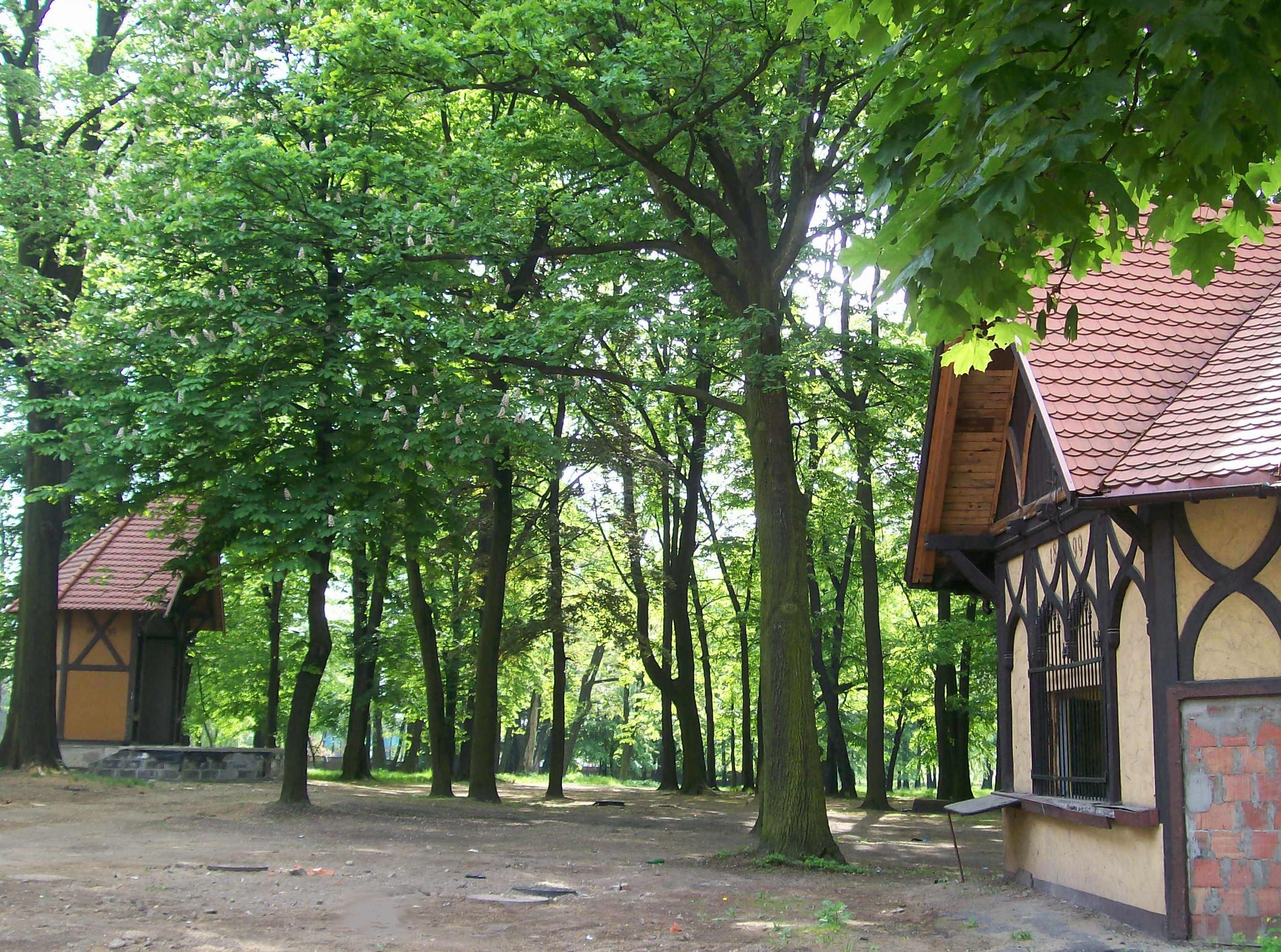
Park Browarniany z muszlą koncertową i pijalnią piwa z 1899

- Park zabytkowy przy ulicy Katowickiej (tzw. Park Browarniany)
- Park Górniczy na osiedlu „A”
- Park Północny przy ulicy Edukacji
- Park Miejski przy Urzędzie Miejskim
- Park Łabędzi w sąsiedztwie Szpitala Wojewódzkiego
- Park Suble I i II
- Park Jaworek
- Park św. Franciszka z Asyżu
- Park bł. Karoliny Kózkówny
- Mini Park Raj – ul. Żwakowska 8-12[9]
- Tereny zielone nad potokiem Tyskim
- Skwer przy ulicy Darwina
- Skwer Niedźwiadków
- Skwer przy placu M. Skłodowskiej-Curie
- Skwer przy ulicy Czarnieckiego
- Skwer Starego Alojza
- Skwer przy ul. Dębowej
- Ośrodek Wypoczynkowy „Paprocany”

Obszary leśne na terenie miasta zajmują 2252 ha. Ważnym elementem pasm ekologicznych są również ogrody działkowe. Tychy otoczone są też dużymi kompleksami lasów, głównie leśnym pasem ochronnym GOP-u i pozostałościami po Puszczy Pszczyńskiej. Do pomników przyrody należą lipy na Paprocanach.
Tychy również zajmują 9. miejsce w Polsce pod względem powierzchni parków spacerowo-wypoczynkowych.
| Lp. | Miasto    | ha  |
| --- | --------- | --- |
| 1   | Warszawa  | 946 |
| 2   | Bydgoszcz | 874 |
| 3   | Wrocław   | 789 |
| 4   | Chorzów   | 618 |
| 5   | Łódź      | 608 |
| 6   | Katowice  | 526 |
| 7   | Poznań    | 450 |
| 8   | Kraków    | 358 |
| 9   | Tychy     | 227 |
| 10  | Sosnowiec | 206 |

## Demografia

### Rozwój demograficzny
Ludność Tychów i jej rozwój demograficzny ma ścisły związek z wcielaniem okolicznych miejscowości oraz rozbudową miasta. W 1975 liczba ludności miasta przekroczyła 135 tys. W tym roku włączono do Tychów: Bieruń Stary, Imielin, Kopciowice, Chełm Śląski, Dziećkowice, Lędziny, gminę Bieruń Stary i gminę Wyry. Rok później odłączono Dziećkowice, a w 1977 włączono gminę Kobiór oraz gminę Bojszowy i odłączono Imielin, Kopciowice i Chełm Śląski. W 1991 odłączono Bieruń, Lędziny, gminę Bojszowy, gminę Kobiór i gminę Wyry. Największą populację Tychy odnotowały w 1990 – 191 723 mieszkańców.
Piramida wieku mieszkańców Tychów w 2014:

### Tychy w liczbach
- Położenie Tychów – szerokość geograficzna: 50.08°N, długość geograficzna: 19.00°E
- Powierzchnia gminy – 81,81 km²[12]
- Powierzchnia lasów – 21,64 km²[potrzebny przypis]
- Powierzchnia zieleni miejskiej – 1,27 km²[potrzebny przypis]
- Powierzchnia zieleni miejskiej na jednego mieszkańca – ok. 9,9 m²
- Gęstość zaludnienia na 1 km² – 1567,2
- Liczba mieszkańców – 128 211 (dane z 2017), w tym:
  - kobiet: 66 460
  - mężczyzn: 61 751[13][14]

## Nazwa
Znaczenie nazwy nie ma jednoznacznej toponimii i istnieje kilka teorii na ten temat. Najczęściej spotykane wywody wskazują na słowa oznaczające ciszę, tyczkę lub tykę, a także niemieckie słowo „teich” – „staw”.
W dokumencie sprzedaży dóbr pszczyńskich wystawionym przez Kazimierza II cieszyńskiego w języku czeskim we Frysztacie 21 lutego 1517 wieś została wymieniona jako Tychy.
Najstarsza wzmianka źródłowa o Tychach pochodzi z 1467 – Tichi (cichy), w 1527 w kontekście polskim – w Tyssech = w Tyszech, w 1845 Tychów jak Kraków (gdyż niemieckie Tichau). Nazwa dzierżawcza od imienia Tych (zdrobnienie od Tymoteusz, podobnie jak Zych od Zygmunt), stąd nazwa rodowa Tychy. Słownik geograficzny Królestwa Polskiego wydany na przełomie XIX i XX w. podaje historyczną nazwę Tychów. Mniej prawdopodobną byłaby etymologia od niemieckiego teich=staw, z późniejszym spolszczeniem na Tych(y).
Niemiecki nauczyciel Heinrich Adamy w swoim dziele o nazwach miejscowych na Śląsku wydanym w 1888 we Wrocławiu wymienia najwcześniejszą nazwę miejscowości w formie „Tychow, Tyka”. W alfabetycznym spisie miejscowości na terenie Śląska wydanym w 1830 we Wrocławiu przez Johanna Knie wieś występuje pod polską nazwą Tychuw oraz niemiecką nazwą Tichau.
Tychy – występują dwie, uznawane za poprawne, formy dopełniacza nazwy – „do Tychów” oraz „do Tych”. Pierwsza jest głęboko zakorzeniona wśród ludności Górnego Śląska i częściej używana regionalnie, druga rozpowszechniła się ogólnie w Polsce, poza Śląskiem.

## Historia

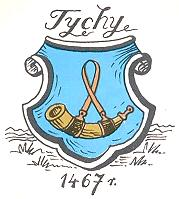
Herb Tychów z datą pierwszej wzmianki

Najstarsze znane ślady pobytu człowieka na terenie obecnych Tychów pochodzą już ze starszej epoki kamienia (na ziemiach polskich jest to okres od ok. 310 000 do 40 000 lat temu). Dowodem średniowiecznego osadnictwa na tym obszarze jest odkryty w okresie międzywojennym, badany przez archeologów w latach sześćdziesiątych XX w., cmentarz na terenie Cielmic, obecnie dzielnicy Tychów.
Pierwsza wzmianka o Tychach pochodzi z 1467. Znajduje się ona w tzw. protokolarzu miasta Pszczyna, w którym zapisywano między innymi informację o wydatkach pszczyńskiej rady miejskiej. Pod datą 1467 zapisano w języku łacińskim zdanie: „Dominikowi z Tychów daliśmy 5 groszy za gonty”.
Pierwszy drewniany kościół w Tychach wybudowano około 1500. W źródłach pisanych informacja o nim pojawia się dopiero pod datą 1529. Obecnie jest to kościół św. Marii Magdaleny. Z kolei z 1629 pochodzi pierwsza wzmianka na temat Browaru Książęcego w Tychach. Był on własnością rodów panujących na ziemi pszczyńskiej. Do nich należała również między innymi Huta Paprocka założona na początku XVIII w. w sąsiedztwie gminy Paprocany.
W listopadzie 1868 do Tychów dotarła kolej żelazna – uruchomiono linię kolejową łączącą Czechowice-Dziedzice, Tychy i Murcki z Szopienicami. W 1887 uruchomiono fabrykę celulozy w Tychach-Czułowie. W 1897 w Tychach założono drugi browar – Browar Obywatelski. Słownik geograficzny Królestwa Polskiego wydany w 1892 opisuje Tychy (pod nazwą "Tychów") wspominając m.in. kolej żelazną, "słynny" browar, powierzchnię wsi wynoszącą 1769 ha, oraz pobieżnie strukturę populacji jako  "4203 katolików, 200 ewangelików, 97 izraelitów."
Po zakończeniu I wojny światowej wielu mieszkańców Tychów i sąsiednich gmin brało udział w powstaniach śląskich (1919–1921). Według wielu historyków wybuch I powstania śląskiego nastąpił w Paprocanach (wówczas samodzielna gmina), w nocy z 16 na 17 sierpnia 1919. W 1922 po plebiscycie i III powstaniu śląskim Tychy weszły w skład państwa polskiego (83,5% głosów za przyłączeniem do Polski). Naczelnikiem gminy Tychy został wybrany Jan Wieczorek. W 1934 Tychy uchwałą Śląskiej Rady Wojewódzkiej z dnia 20 listopada 1933 stały się gminą wiejską na prawach miejskich.
W latach II wojny światowej Tychy wraz z polską częścią Górnego Śląska przyłączono do Rzeszy Niemieckiej. Nazistowscy architekci planowali na terenie Tychów budowę nowej, reprezentacyjnej stolicy niemieckiego Górnego Śląska. W miejscowości od 1942 funkcjonował jeden z sieci obozów koncentracyjnych, administrowany przez Hauptamt Volksdeutsche Mittelstelle, przeznaczonych dla Polaków na Śląsku – Polenlager Tichau. Dnia 28 stycznia 1945 Armia Czerwona wkroczyła do Tychów.
W latach 1945–1954 siedziba wiejskiej gminy Tychy. 4 października 1950 Prezydium Rządu przyjęło uchwałę o rozbudowie Tychów (MP 1950 nr 109, poz. 1372). Miesiąc później, dnia 8 listopada, Prezes Rady Ministrów wydał rozporządzenie w sprawie nadania gminie Tychy ustroju miejskiego z dniem 1 stycznia 1951 (DzU 1950 nr 51, poz. 472). W granice miasta włączono Paprocany i Wilkowyje. Rozpoczęła się rozbudowa miasta Tychy, które spełniać miało rolę miasta-sypialni dla Górnośląskiego Okręgu Przemysłowego. Pierwsze wybudowane osiedle mieszkaniowe zostało oznaczone literą „A”. Następne osiedla mieszkaniowe nazywane były według kolejnych liter alfabetu. Autorem projektu osiedla „A” był Tadeusz Teodorowicz-Todorowski. Generalnymi projektantami miasta wg Projektu Nowe Tychy byli architekci Hanna Adamczewska-Wejchert i Kazimierz Wejchert.
1 stycznia 1973 do Tychów przyłączono gromady Cielmice, Jaroszowice, Urbanowice, część Bierunia Starego (DzU 1972 nr 50, poz. 325). 27 maja 1975 w granice miasta włączono Bieruń Stary, Lędziny, Wyry, Gostyń, Imielin, Chełm Śląski, Kopciowice i Dziećkowice oraz gminę Bieruń Stary (DzU 1975 nr 15, poz. 87). 1 stycznia 1976 wyłączono z Tychów Dziećkowice (DzU 1975 nr 33, poz. 182), a w 1977 Imielin, Chełm Śląski i Kopciowice (DzU 1977 nr 3, poz. 15). W tym samym roku przyłączono gminę Bojszowy i gminę Kobiór. W 1991 doszło do podziału wielkich Tychów, z granic miasta wyłączono pięć gmin: Bieruń, Bojszowy, Kobiór, Lędziny i Wyry.
W 1997 w Tychach utworzono Podstrefę Tyską Katowickiej Specjalnej Strefy Ekonomicznej. W tym samym roku otwarto w Tychach Wyższą Szkołę Zarządzania i Nauk Społecznych. W listopadzie 2004 zostało otwarte Tyskie Muzeum Piwowarstwa, w kwietniu 2005 – Muzeum Miejskie w Tychach.

### Kalendarium
- 1467 – pierwsza wzmianka o Tychach w protokolarzu pszczyńskim
- 1629 – powstanie Browaru Książęcego
- 1640 – powstanie huty (tzw. kuźnia jaroszewicka)
- 1685 – pierwsza wzmianka o zamku myśliwskim, który był pierwszą budowlą murowana w Tychach
- 1750 – powstanie Cegielni Książęcej
- 1846 – powstanie samodzielnego urzędu leśnego w Tychach
- 1850 – powstanie samorządu gminnego
- 1866 – powstanie pierwszego samodzielnego urzędu pocztowego
- 1870 – modernizacja Cegielni Książęcej (wprowadzenie napędu parowego)
- 1870 – wybudowanie pierwszej linii kolejowej łączącej Tychy z Katowicami i Szopienicami przez Murcki oraz z Dziedzicami
- 1883 – wybudowanie prywatnej książęcej bocznicy kolejowej łączącej browar ze stacją kolejową
- 1887 – powstanie Fabryki Celulozy (Tychy-Czułów)
- 1894 – powstanie Ochotniczej Straży Pożarnej
- 1898 – powstanie Browaru Obywatelskiego
- 1899 – otwarcie budynku urzędu pocztowego przy ówczesnej ul. Książęcej, obecnie Kościuszki
- 1908 – doprowadzenie do Tych energii elektrycznej
- 28 sierpnia 1922 – marszałek Józef Piłsudski odwiedza Tychy
- 1930 – odsłonięcie przedwojennego Pomnika Powstańca Śląskiego
- 20 listopada 1933 – uchwała Śląskiej Rady Wojewódzkiej o przyznaniu Tychom praw gminy miejskiej
- 1 stycznia 1934 – przyznanie Tychom praw gminy miejskiej
- 1939 – powstanie spółki Książęce Browary S.A.
- 28 stycznia 1945 – zajęcie Tychów przez Armię Czerwoną
- 4 października 1950 – uchwała Prezydium Rządu w sprawie rozbudowy miasta Tychy
- 1950 – zmiana herbu miasta na wypełniony czerwonymi cegłami mur z umiejscowionym na górze napisem „TYCHY” oraz skrzyżowanym w prawym górnym rogu pyrlikiem z żelazkiem
- 1951 – ponowne przyznanie Tychom praw miejskich
- 1953 – powstanie Przedsiębiorstwa Ciężkiego Sprzętu Budowlanego Budownictwa Węglowego
- 1953 – powstanie pierwszego liceum ogólnokształcącego w Tychach
- 1956 – powstanie Spółdzielni Pracy „Piezoelektronika”
- 1957 – powstanie Przedsiębiorstwa Przemysłu Chłodniczego (pierwszy w Polsce zakład przemysłu chłodniczego)
- 1958 – powstanie Spółdzielni Pracy „Tyszanka”
- 1958 – podjęcie decyzji o budowie Elektrociepłowni Tychy
- 1958 – rekonstrukcja przedwojennego Pomnika Powstańca Śląskiego
- 1959 – powstanie zajezdni autobusowej PKM Tychy
- 1960 – powstanie Ciepłowni (później Elektrociepłowni Tychy)
- 1964 – powstanie Zakładu Elektroniki Górniczej
- 1965 – otwarcie Teatru Małego w Tychach
- 1966 – powstanie Przedsiębiorstwa Sprzętowo-Transportowego Budownictwa Elektrowni i Przemysłu „Transprzęt”
- 1968 – powstanie Kombinatu Ogrodniczego
- 1969 – powstanie Okręgowego Przedsiębiorstwa Przemysłu Zbożowo-Młynarskiego
- 1970 – powstanie Śląskich Zakładów Mechanizacji Budownictwa Zremb
- 1970 – powstanie Rolniczej Spółdzielni Produkcyjnej „Sad”
- 1971 – powstanie Zakładu Produkcji Elementów Budowlanych
- 1971 – powstanie Przedsiębiorstwa Dostaw Materiałów Odlewniczych
- 1971 – powstanie Przedsiębiorstwa Robót Inżynieryjnych
- 1972 – powstanie Spółdzielni Inwalidów „Termoplastyka”
- 6 czerwca 1972 – Fidel Castro odwiedza Tychy w ramach wizyty na Górnym Śląsku
- 1973 – powstanie Zakładu Wytwórczego Serów Topionych
- 1973 – powstanie Fabryki Samochodów Małolitrażowych
- 1 stycznia 1973 – włączenie w granice miasta Cielmic, Jaroszewic i Urbanowic i części Bierunia Starego (wschodnia część dzisiejszego terenu fabryki samochodów FCA Poland)
- 1975 – połączenie tyskich i zabrzańskich browarów w jedno przedsiębiorstwo – Górnośląskie Zakłady Piwowarskie z siedzibą w Zabrzu
- 1975 – Włączenie w granice miasta: Lędzin, Bierunia Starego, Bierunia Nowego, Ścierni, Czarnuchowic, Bijasowic, Wyr, Gostyni, Imielina, Chełmu Śląskiego, Kopciowic, Dziećkowic
- 1975 – odsłonięcie Pomnika Walki i Pracy (pierwotna nazwa pomnika to Pomnik Integracji)
- 1976 – piłkarze GKS Tychy zdobywają wicemistrzostwo Polski
- 1976 – wyłączenie z miasta Dziećkowic
- 25 stycznia 1977 – wyłączenie z terenu miasta Imielina, Chełmu Śląskiego i Kopciowic oraz włączenie w granice miasta: Bojszów, Nowych Bojszów, Jedliny, Świerczyńca, Międzyrzecza i Kobióru
- 1 stycznia 1981 – tyskie browary ponownie się usamodzielniają
- 1989 – zmiana herbu miasta na srebrno-złoty róg na błękitnym polu
- 1 lipca 1990 – powstaje spółka Browint, której udziałowcami są Tyskie Zakłady Piwowarskie i Bank Śląski w Katowicach
- 1 października 1991 – PKM Tychy wyodrębnia się z Wojewódzkiego Przedsiębiorstwa Komunikacyjnego
- 1992 – powstanie spółki Fiat Auto Poland
- 13 lipca 1992 – powstanie Spółki Browary Tyskie Górny Śląsk S.A.
- 1 stycznia 1996 – PKM Tychy zostaje przekształcone w spółkę PKM Sp. z o.o. w Tychach
- 1996 – powstanie Kompanii Piwnej, która wykupiła 52% akcji Browarów Tyskich Górny Śląsk S.A.
- 18 czerwca 1996 – powstanie Podstrefy Tyskiej Katowickiej Specjalnej Strefy Ekonomiczna S.A.
- 1998 – otwarcie nowej rozlewni i Centrum Obsługi Klienta Browarów Tyskich
- 1998 – otwarcie drukarni Agory – wydawcy „Gazety Wyborczej”
- 1998 – powstanie fabryki Isuzu
- 1998 – uchwała Rady Miasta w sprawie zmiany herbu miasta, zrealizowana w 2000
- 1998 – likwidacja Browaru Obywatelskiego
- 1999 – z połączenia Lech Browary Wielkopolski S.A. oraz Browarów Tyskich Górny Śląsk S.A. powstaje Kompania Piwowarska S.A.
- 2000 – zmiana herbu miasta na złoty róg z czarnymi okuciami, z rzemieniem koloru złotego skręconym ku górze, na błękitnym polu
- 24 października 2001 – otwarcie nowej hali sportowej przy ul. Borowej 123
- kwiecień 2003 – powstanie Tyskich Hal Targowych „Centrum”
- czerwiec 2003 – powstanie pola do nauki gry w golfa
- 1 maja 2004 – otwarcie hotelu Aros
- 1 maja 2004 – otwarcie hotelu Piramida
- 22 listopada 2004 – otwarcie Tyskiego Muzeum Piwowarstwa
- 18 marca 2005 – zdobycie przez GKS Tychy mistrzostwa Polski w hokeju na lodzie
- 25 kwietnia 2005 – otwarcie Muzeum Miejskiego
- 28 kwietnia 2006 – otwarcie kina wielosalowego Nove Kino Tychy
- 25 maja 2008 – uroczyste otwarcie Hali Sportowej przy al. Piłsudskiego
- 24 lutego 2011 – utworzenie spółki Tyski Sport
- 12 maja 2011 – przejęcie przez spółkę Tyski Sport sekcji hokeja
- 17 maja 2011 – przejęcie przez spółkę Tyski Sport sekcji piłki nożnej
- 1 września 2012 – otwarcie nowych stacji kolejowych
- 23 października 2012 – otwarcie nowej siedziby Muzeum Miejskiego
- 2 kwietnia 2015 – zdobycie przez GKS Tychy drugiego mistrzostwa Polski w hokeju na lodzie
- 18 lipca 2015 – otwarcie Stadionu Miejskiego w Tychach
- 29 lipca 2016 – otwarcie na terenie Stadionu Miejskiego Tyskiej Galerii Sportu, oddziału Muzeum Miejskiego
- 30 kwietnia 2018 – otwarcie Wodnego Parku Tychy, aquaparku zlokalizowanego przy ul. Sikorskiego 20
- 1 stycznia 2019 – integracja transportu publicznego w ramach Górnośląsko-Zagłębiowskiej Metropolii – KZK GOP, MZK Tychy i MZKP Tarnowskie Góry zostają scalone w Zarząd Transportu Metropolitalnego
- 8 sierpnia 2024 – otwarcie wodnego placu zabaw w Parku Jaworek

## Zabytki

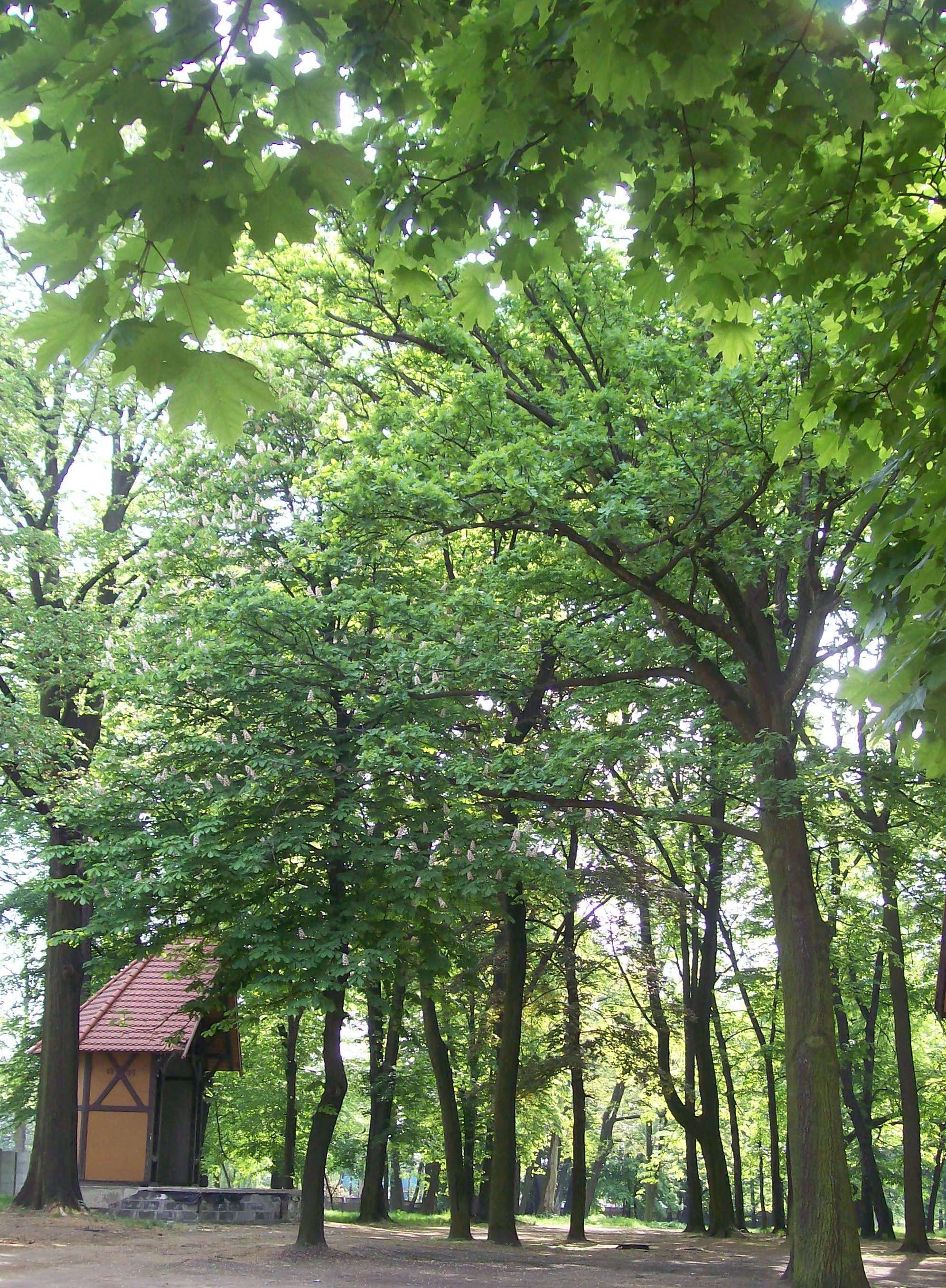
Park Browarniany z muszlą koncertową (obecnie w przebudowie)

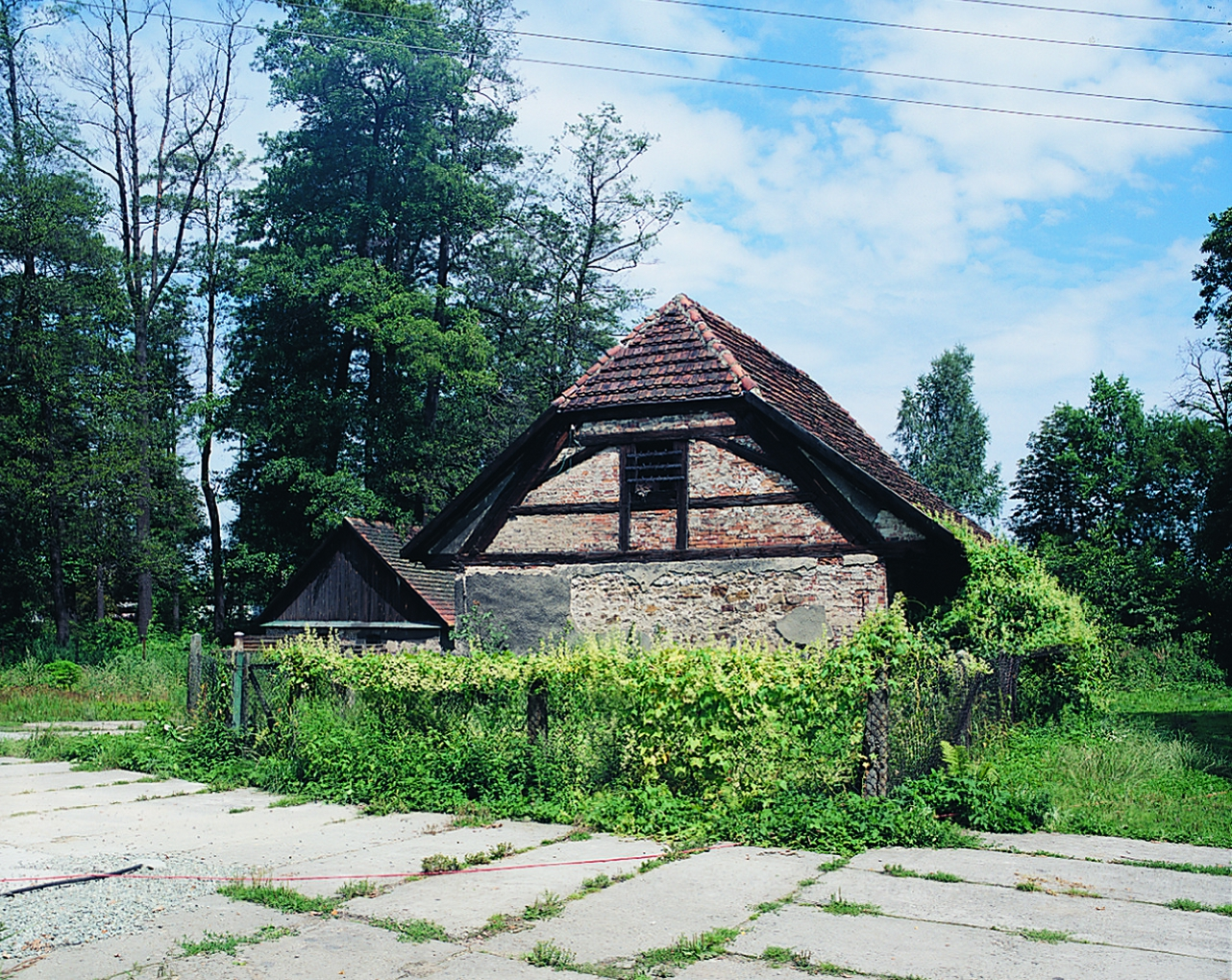
Huta Paprocka w Tychach (przed remontem)

### Obiekty zabytkowe
Według rejestru zabytków NID na listę zabytków wpisane są obiekty:
- kościół parafialny św. Marii Magdaleny, 1744–1782, 1906–1907, nr rej.: 671/66 z 28.05.1966;
- kościół parafialny Ducha Świętego, 1978–1982, nr rej.: A/589/2019 z 18.12.2019[26];
- zespół pałacowy, nr rej.: 1296/83 z 18 stycznia 1983:
  - pałac, XVIII-XIX w.,
  - pijalnia piwa, murowano-drewniana z 1899,
  - muszla koncertowa, murowano-drewniana z 1899,
  - park,
  - stajnia z początku XIX wieku;
- willa z ogrodem, ul. Damrota 41, z początku XX w., nr rej.: A/1527/93 z 30.04.1993;
- stodoła, ul. Mikołowska 177, drewniana z XIX w., nr rej.: 672/66 z 28.05.1966;
- zespół „Browaru Książęcego”, nr rej.: A/259/10 z 28.05.1966 i z 1.02.1996;
- zespół „Browaru Obywatelskiego”, ul. Browarna 7, nr rej.: A/80/03 z 28.02.2003:
  - słodownia z 1896–1897,
  - warzelnia z maszynownią i leżakownia (1896–1897),
  - bednarnia – (1896–1897),
  - młotownia z 1914,
  - rozdzielnia z 1914,
  - warsztat mechaniczny (1896–1897),
  - stajnie i garaże z 1930,
  - portiernia (1896–1897),
  - studnia głębinowa (1896–1897),
  - budynek dyrekcji z kasynem z lat 1896–1897;
- kasyno Browaru Obywatelskiego z parkiem, z 1905, nr rej.: A/414/14 z 14.03.2014;
- zespół Huty Paprockiej, XVIII-XIX w., nr rej.: A/1427/91 z 10 lipca 1991:
  - budynek mieszkalno-administracyjny z 2 połowy XIX w.,
  - budynek produkcyjny z połowy XIX w.,
  - budynek gospodarczy z 1787;
- budynek dawnego młyna, ul. Starokościelna 32, nr rej.: A/593/2020 z 17.01.2020[27].

## Polityka

### Władze miasta[28]
| Osoba               | Stanowisko                                                                |
| ------------------- | ------------------------------------------------------------------------- |
| Maciej Gramatyka    | Prezydent Miasta                                                          |
| Aneta Luboń-Stysiak | I Zastępca Prezydenta ds. Kształtowania Przestrzeni Miejskiej             |
| Hanna Skoczylas     | II Zastępca Prezydenta ds. Zrównoważonego Rozwoju                         |
| Paweł Grosman       | III Zastępca Prezydenta ds. Rozwoju Usług Społecznych i Cyfryzacji Miasta |
| Katarzyna Pytlarz   | Sekretarz Miasta                                                          |
| Sławomir Mrugała    | Skarbnik Miasta                                                           |

### Rada Miasta
| Ugrupowanie                                                      | Kadencja 2002-2006 | Kadencja 2006-2010 | Kadencja 2010-2014 | Kadencja 2014-2018 | Kadencja 2018-2023 | Kadencja 2024-2029 |
| ---------------------------------------------------------------- | ------------------ | ------------------ | ------------------ | ------------------ | ------------------ | ------------------ |
| Sojusz Lewicy Demokratycznej                                     | 7 (SLD-UP)         | 1 (LiD)            | 1                  | –                  | –                  | –                  |
| Tychy – Naszą Małą Ojczyzną                                      | 6                  | 4                  | 5                  | 4                  | 2                  | 1                  |
| Liga Polskich Rodzin                                             | 3                  | –                  | –                  | –                  | –                  | –                  |
| Platforma Obywateli Prawych i Sprawiedliwych                     | 5                  | –                  | –                  | –                  | –                  | –                  |
| KWW Samorządowcy Andrzeja Dziuby                                 | 4                  | 6                  | 9                  | 8                  | 9                  | 5                  |
| Prawo i Sprawiedliwość                                           | –                  | 6                  | 5                  | 7                  | 8                  | 9                  |
| Platforma Obywatelska                                            | –                  | 7                  | 5                  | 5                  | 5 (KO)             | 10 (KO)            |
| KWW z Mieczysławem Podmokłym                                     | –                  | 1                  | –                  | –                  | –                  | –                  |
| KWW Barbary Koniecznej                                           | –                  | –                  | –                  | 1                  | –                  | –                  |
| KW Stowarzyszenia Na Rzecz Rozwoju Miasta Tychy Inicjatywa Tyska | –                  | –                  | –                  | –                  | 1                  | –                  |

### Miasta partnerskie[34]
| Miasto                     | Państwo | Rok rozpoczęcia |
| -------------------------- | ------- | --------------- |
| Cassino                    | Włochy  | 1977            |
| Berlin Marzahn-Hellersdorf | Niemcy  | 1992            |
| Huddinge                   | Szwecja | 2002            |
| Oberhausen                 | Niemcy  | 2020            |

### Miasta współpracujące
| Miasto        | Państwo         | Rok rozpoczęcia |
| ------------- | --------------- | --------------- |
| Roubaix       | Francja         | 1995            |
| Milton Keynes | Wielka Brytania | 1995            |
| Tuttlingen    | Niemcy          | 1997            |
| Dacorum       | Wielka Brytania | 1999            |
| Kijów-Podole  | Ukraina         | 2000            |

## Architektura

### Osiedle Anna
Osiedle to jest modelowym przykładem architektury socrealistycznej w Polsce. Zaprojektowane przez Tadeusza Teodorowicza-Todorowskiego na początku lat 50. XX w. jako pierwsze osiedle Nowych Tychów. Przez osiedle przechodzą dwie osie kompozycyjne: wschód-zachód, którą stanowi ul. Arkadowa oraz północ-południe. Krzyżują się one na placu św. Anny, który jest punktem centralnym osiedla, znajdują się tu: biblioteka, poczta, lokale handlowe i usługowe oraz budynek dawnego Domu Kultury „Górnik”, gdzie karierę zaczynał legendarny wokalista grupy Dżem, Ryszard Riedel.
Osiedle nie imponuje skalą wykonania, natomiast w wielu miejscach: na gzymsach, portalach, elewacjach czy kolumnadach można znaleźć ciekawe elementy architektury socrealistycznej, jak: posągi, płaskorzeźby, gmerki, sgraffito czy malowidła ścienne. Przedstawiają one przede wszystkim zwykłych ludzi pracy: górnika, budowlańca, matkę z dzieckiem (na żłobku), mężczyznę z kontrabasem (na domu kultury) oraz najsłynniejszą robotnicę z kielnią przy wejściu do centralnego placu.
Osiedle nie jest wpisane do rejestru zabytków, ale miasto samo uznało go za zespół podlegający ochronie.

### Place w Tychach

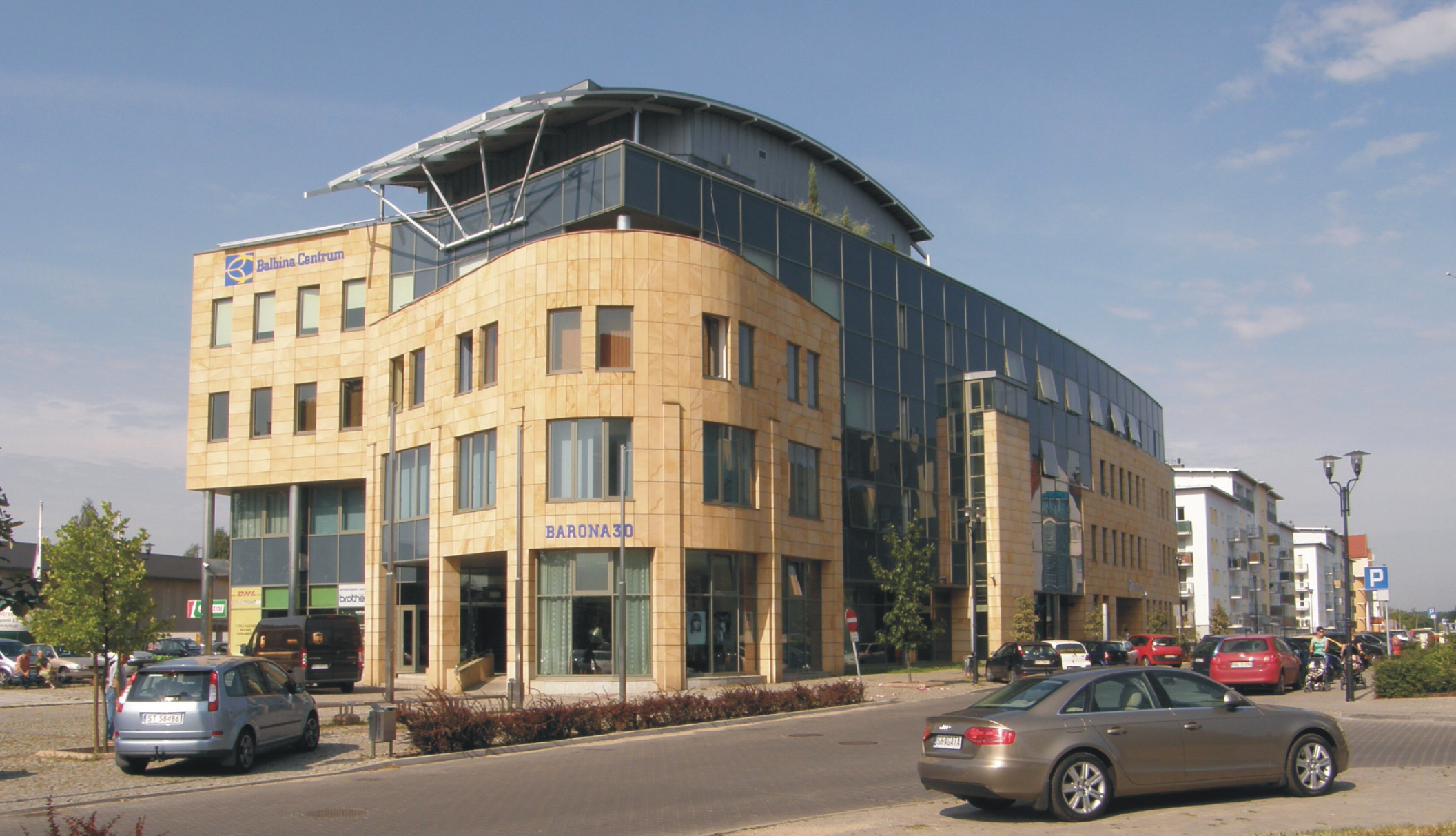
Osiedle Balbina, ul. Barona 30

- Rynek – przed II wojną światową plac 3 Maja, w PRL-u to plac ZBoWiD. Stanowi centrum dzielnicy Stare Tychy. Przy rynku znajduje się najstarszy tyski kościół, Teatr Mały oraz wybudowane w latach 60 dwupiętrowe bloki mieszkalne z lokalami handlowo-usługowymi w podcieniach. Na środku Rynku znajduje się fontanna z rzeźbami wydr.
- Plac Wolności – dzielnica Stare Tychy. Znajduje się tu budynek przedwojennego ratusza miejskiego oraz pierwszej w mieście szkoły. Na placu stoi także zburzony przez hitlerowców i odrestaurowany w 2006 pomnik Powstańca Śląskiego.
- Plac św. Anny – osiedle „A”. Centralny punkt pierwszego osiedla Tychów. Dawniej nazywany placem Stalina, później W. Pstrowskiego.
- Plac Krzysztofa Kamila Baczyńskiego – Osiedle „B” (dawniej plac Bieruta)
- Plac G. Bacewicz – osiedle „Balbina”
- Plac S. Czarnieckiego – osiedle „C-1”
- Plac M. Curie-Skłodowskiej – osiedle „C-3”
- Plac Konstytucji 3 Maja – Śródmieście os. „H”
- Plac W. Korfantego – osiedle „K”
- Plac F. Nowary – Paprocany
- Plac gen. J. Ziętka – osiedle „Z”
- Plac Zbawiciela – osiedle „Z-1”

### Pomniki w Tychach

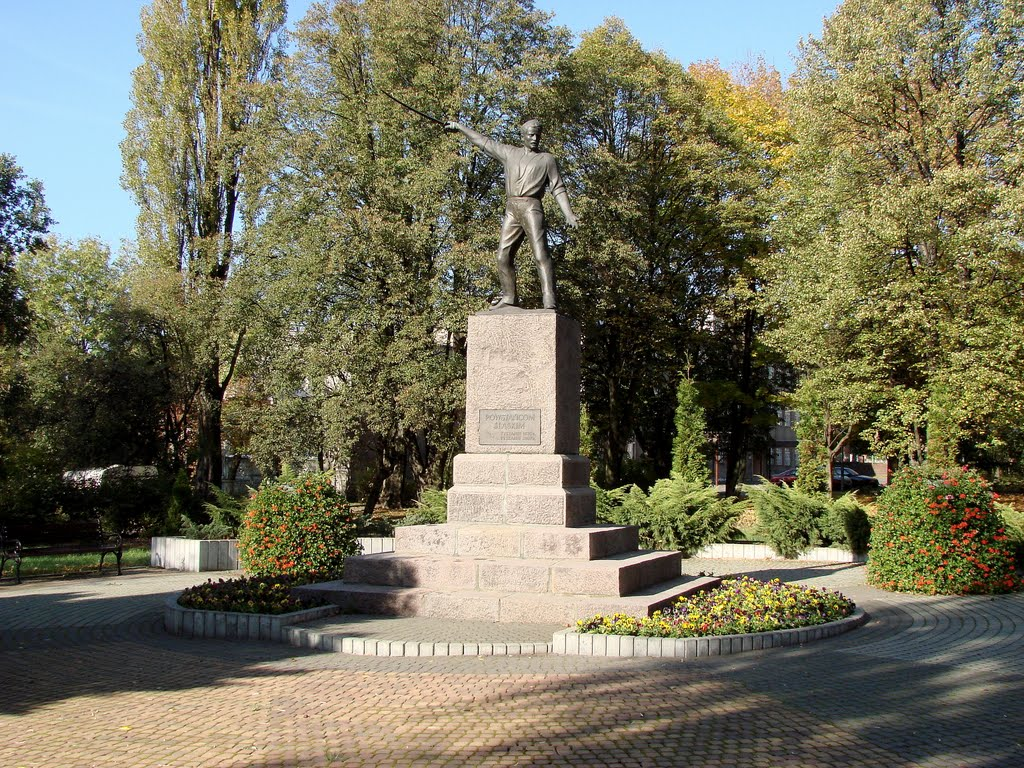
Pomnik Powstańca Śląskiego

- Pomnik Walki i Pracy zwany „Żyrafą” – jest wkomponowany w Park Miejski niedaleko Urzędu Miasta. Na placu pod „Żyrafą” odbywa się wiele imprez masowych, np. Święto Miasta Tychy, Święto Czekolady czy Port Pieśni Pracy.
- Pomnik Powstańca Śląskiego na placu Wolności. Odsłonięta 15 sierpnia 1930 roku postać z szablą autorstwa Wincentego Chorembalskiego, w czasie działań wojennych zniszczona przez hitlerowców. Augustyn Dyrda – rzeźbiarz, który odbudował, a następnie zrekonstruował pomnik – wspomina, iż wpierw hitlerowcy przesłonili głowę powstańca czarną tkaniną, następnie ubili szablę, po czym do lewej ręki posągu włożyli sznurek z zamocowanym pudełkiem po butach. Rzeźbę próbowali po tym zerwać z cokołu przy pomocy pojazdu pancernego. Gdy działania te nie odniosły skutku, wezwano ślusarza, który to za pomocą specjalnego palnika odciął posąg[37].
- Pomnik gen. S. Grota-Roweckiego – popiersie z 2005 przy budynku WKU
- Pomnik Starego Alojza – postać z kultury Ślązaków. Od 2007 stoi naprzeciw Wyższej Szkoły Zarządzania i Nauk Społecznych na skwerze swojego imienia.
- Pomnik Zesłańców Sybiru przy rondzie tego samego imienia w dzielnicy Paprocany
- Pomnik Ryszarda Riedla przy alei Niepodległości, naprzeciwko biblioteki dziecięcej
- Pomnik „Smoleńsk 2010” przy kościele św. Krzysztofa
- Pomnik Hanny i Kazimierza Wejchertów na Osi Zielonej przy ulicy Darwina
- Pomnik Katyński – w pobliżu kościoła bł. Karoliny Kózkówny

### Znaczące budynki w Tychach

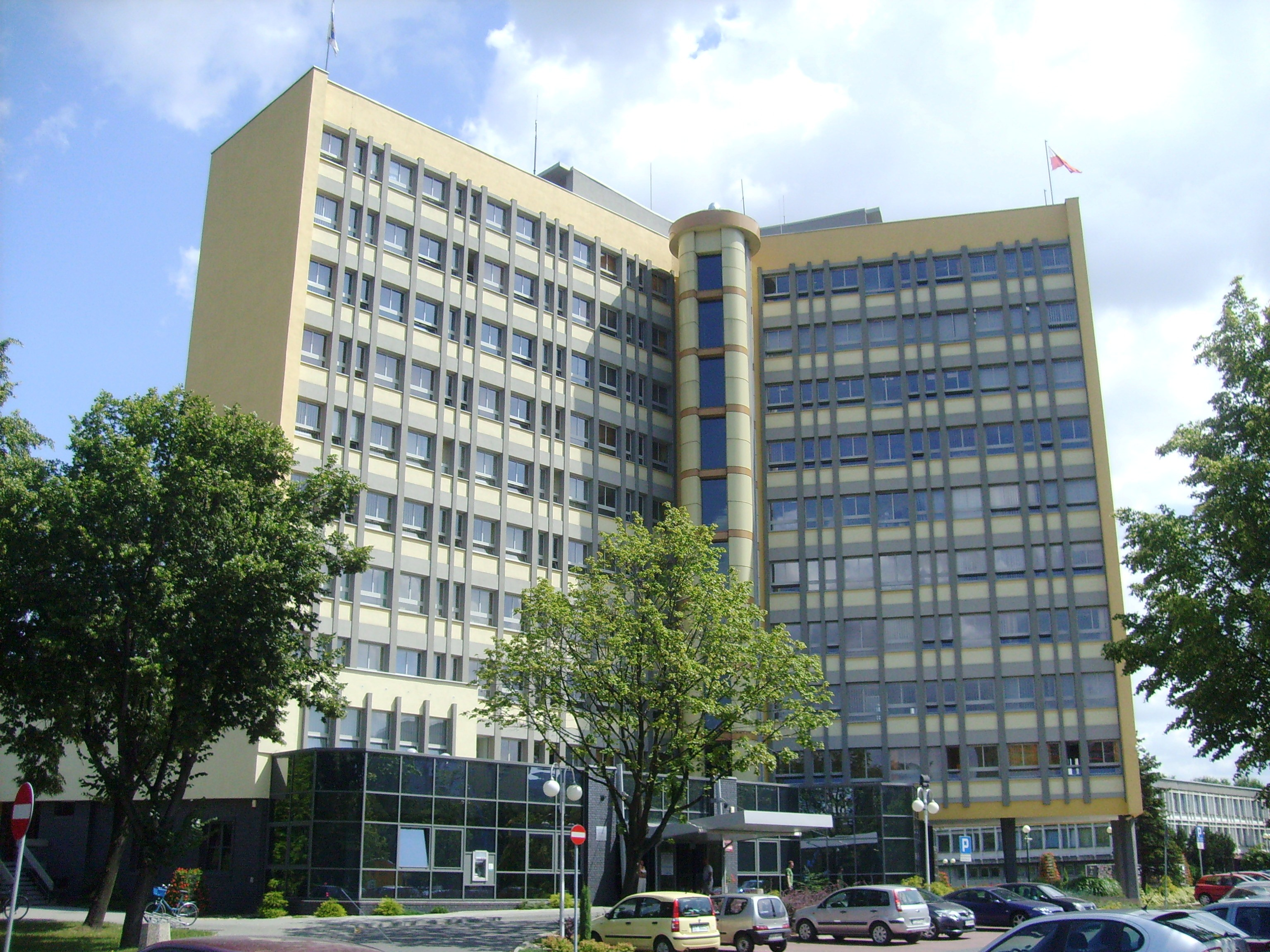
Urząd Miasta Tychy

- Urząd Miasta – budynek ma 9 pięter i składa się z trzech skrzydeł: A, B, C. Znajduje się w nim większość wydziałów Urzędu Miasta. Wyjątkiem jest Wydział Komunikacji (ul. Budowlanych 59), a także Wydział Budownictwa (ul. Barona 30, budynek „Centrum Balbina”). Na parterze UM Tychy znajduje się Biuro Obsługi Klienta, gdzie mieszkańcy mogą załatwić większość urzędowych spraw.

## Kultura

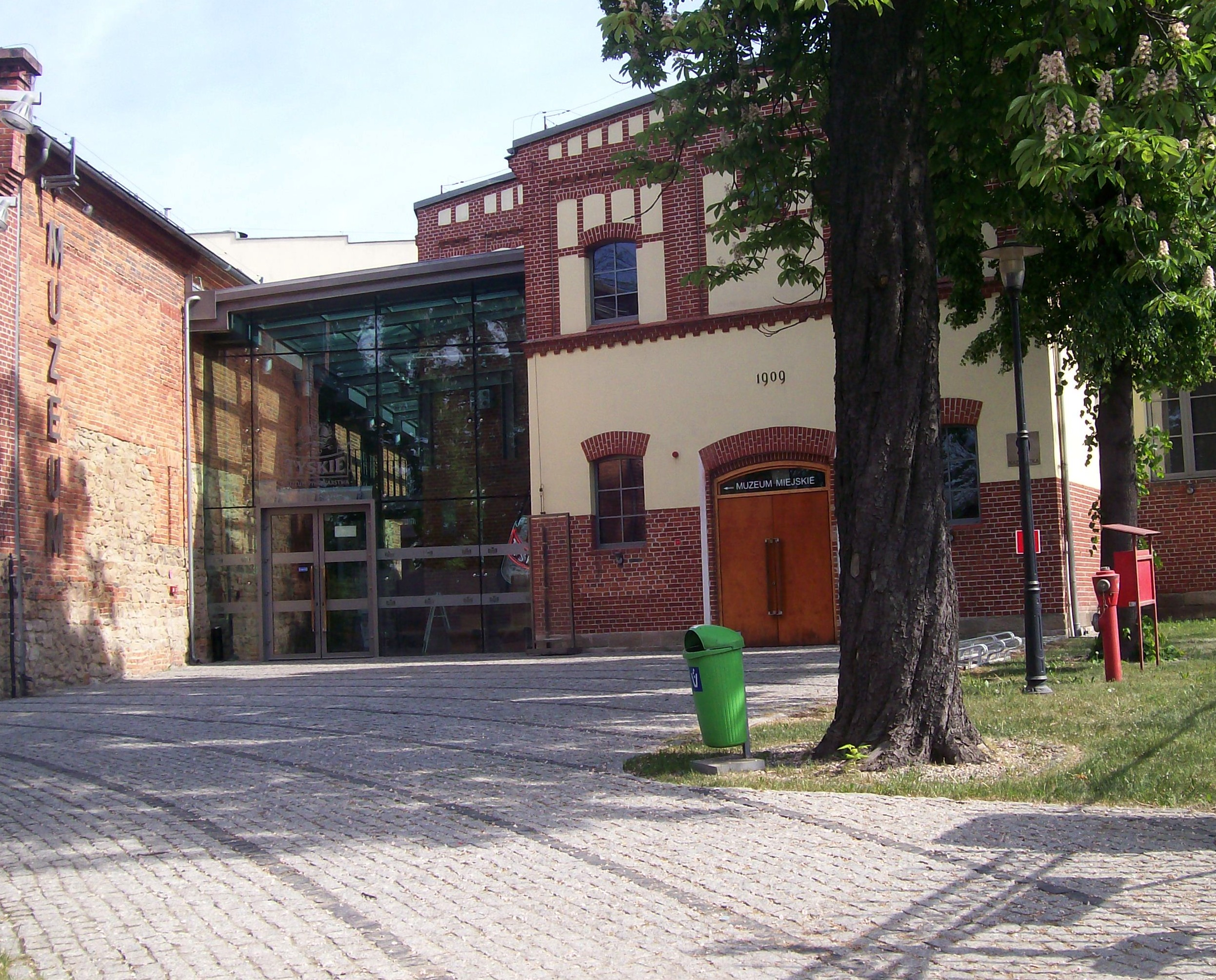
Muzeum Miejskie

### Galerie sztuki i muzeaMuzeum Miejskie w Tychach– plac Wolności 1[38]
- Tyskie Browarium – ul. Mikołowska 5 (wejście od ul. Katowickiej)
- Muzeum Wojny Obronnej 1939 roku na Śląsku (w organizacji) – ul. Brzozowa 24 (Gimnazjum nr 1 im. Armii Krajowej)
- Muzeum Miniaturowej Sztuki Profesjonalnej Henryk Jan Dominiak w Tychach – ul. Żwakowska 8/66
- Muzeum Maszyn Biurowych w Tychach
- Miejska Galeria Sztuki OBOK – ul. Hlonda 1 (piętro Teatru Małego)
- Galeria Miriam – pl. Baczyńskiego 23
- Galeria StrefArt – ul. Fabryczna 2 (I piętro)
- Galeria Sztuki Współczesnej Nieprofesjonalnej – al. Niepodległości 38
- Galeria Sztuki Nieprofesjonalnej – ul. Budowlanych 59
- Galeria w Bramie – ul. Dmowskiego 33 (Brama Słońca)
- Galeria Prowizorka – ul. Kopernika 3
- Galeria Ósemka – ul. Wyszyńskiego 27
- Galeria Sztuki Współczesnej „Artyści Młodym” – ul. Hlonda 1
- Galeria Muzeum Miejskiego w CM „Paprocany” – ul. Sikorskiego 101
- Mobilna Galeria Sztuki Współczesnej „Po drodze” – ul. Żwakowska
- Galeria Sztuki „Pod dachem” – Miejskie Centrum Kultury – ul. Bohaterów Warszawy

### Teatry i grupy teatralne
- Teatr Mały
- Teatr Belfegor
- Teatr Gęba
- Amatorski Teatr Ruchu i Pantomimy Migreska
- Amatorski Teatr Ruchu Wampa
- Grupa Artystyczna Teatr T.C.R.

### Imprezy cykliczne
- Festiwal „Zderzenie Gatunków”
- Teatr Konesera
- Tyskie Spotkania Teatralne
- Tyska Zima Poetycka
- Krakowski Salon Poezji w Tychach
- Spotkania Poetyckie „Obok”
- Śląska Jesień Gitarowa
- Wieczory Kolędowe
- Akcja Sztuki
- Święto Roweru
- Tychy Press Photo
- Międzynarodowy Dzień Bez Samochodu
- Zielona Oś 2.0
- Port Pieśni Pracy
- Best Festiwal Filmowy „Kino BESTajemnic”
- Starotyskie Mikołajki Rowerem i Bryczką

### Inne
- Mediateka, siedziba Miejskiej Biblioteki Publicznej oraz sali koncertowej Aukso Orkiestry Kameralnej miasta Tychy
- Multikino – 5 sal na 1212 miejsc, 3D
- Miejskie Centrum Kultury Tychy
- Aukso Orkiestra Kameralna Miasta Tychy
- Tyski Chór Mieszany Presto Cantabile
- Tyski Chór Mieszany Cantate Deo

## Media
- NowinyTyskie.pl – internetowy portal informacyjny[43]
- tychy.info - internetowy portal informacyjny
- Twoje Tychy, tygodnik (ukazuje się we wtorki)
- Twoje Miasto, tyski miesięcznik samorządowy (obecnie dodatek do tygodnika Twoje Tychy)
- Dwutygodnik Nowe Info (ukazuje się we wtorki)
- Reklamowa Gazeta Telewizyjna (bezpłatny tygodnik z reklamami oraz artykułami promującymi lokalne firmy)
- NOLTYCHY Niezależna Organizacja Lokalna Tychy – NOL Tychy
- Gdzieś w Tychach – portal historyczno-fotograficzny
- Internetowa Telewizja Tychy – ITT

## Opieka zdrowotna

### Szpitale
- Szpital Miejski w Tychach, ul. Cicha 27;  funkcjonuje jako niepubliczny podmiot leczniczy[44]
- Szpital Wojewódzki w Tychach – Megrez (zarządzany przez spółkę Megrez), ul. Edukacji 102

## Edukacja i nauka

### Szkoły wyższe[45]
- Wydział zamiejscowy w Tychach Akademii WSB

## Wspólnoty wyznaniowe

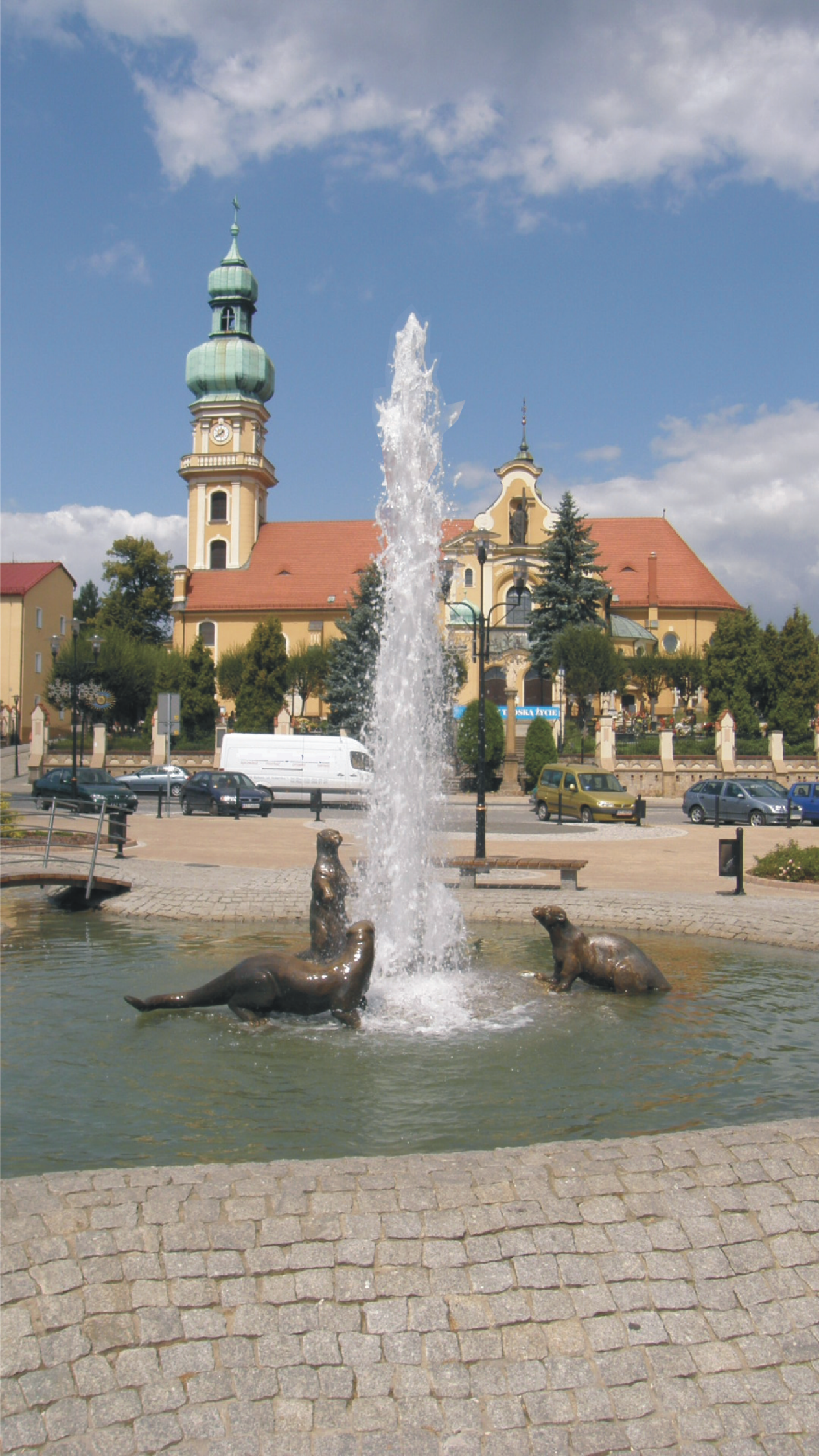
Parafia św. Marii Magdaleny w Tychach

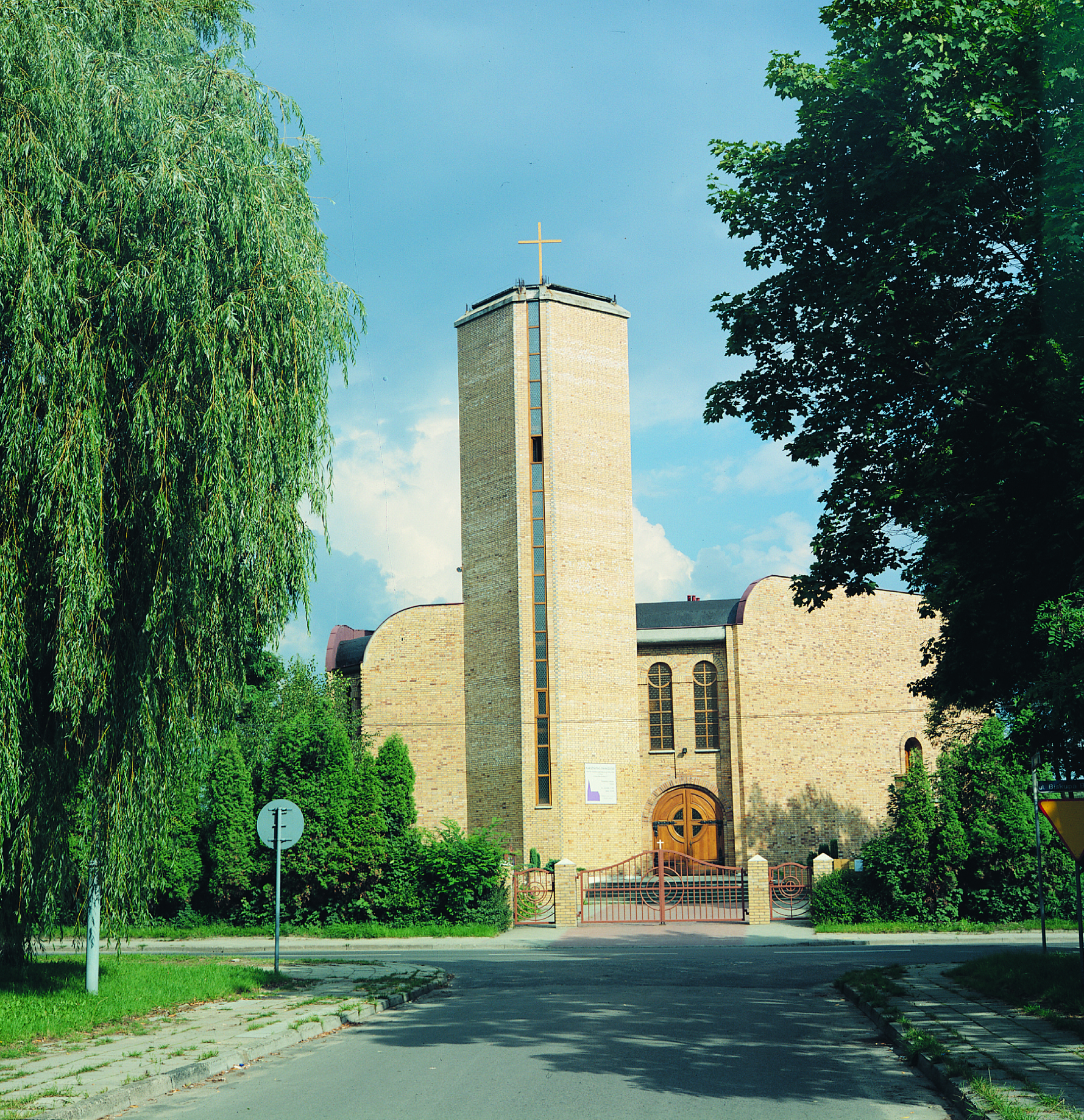
Kościół ewangelicko-augsburski pw. św. Piotra i Pawła

### Buddyzm
- Buddyjski Związek Diamentowej Drogi Linii Karma Kagyu:
  - ośrodek w Tychach[46]

### Katolicyzm

#### Kościół rzymskokatolicki
- Dekanat Tychy Stare[47]:
  - parafia Krzyża Świętego
  - parafia św. Jadwigi Śląskiej
  - parafia św. Jana Chrzciciela
  - parafia św. Marii Magdaleny
  - parafia Miłosierdzia Bożego
  - parafia Świętej Rodziny
  - parafia Matki Bożej Pośredniczki Wszelkich Łask
  - parafia św. Józefa Robotnika
  - parafia Matki Bożej Królowej Aniołów
  - parafia św. Ojca Pio
- Dekanat Tychy Nowe[48]:
  - parafia Narodzenia św. Jana Chrzciciela
  - parafia Najświętszego Serca Pana Jezusa
  - parafia Ducha Świętego
  - parafia św. Benedykta opata
  - parafia św. Franciszka z Asyżu i św. Klary

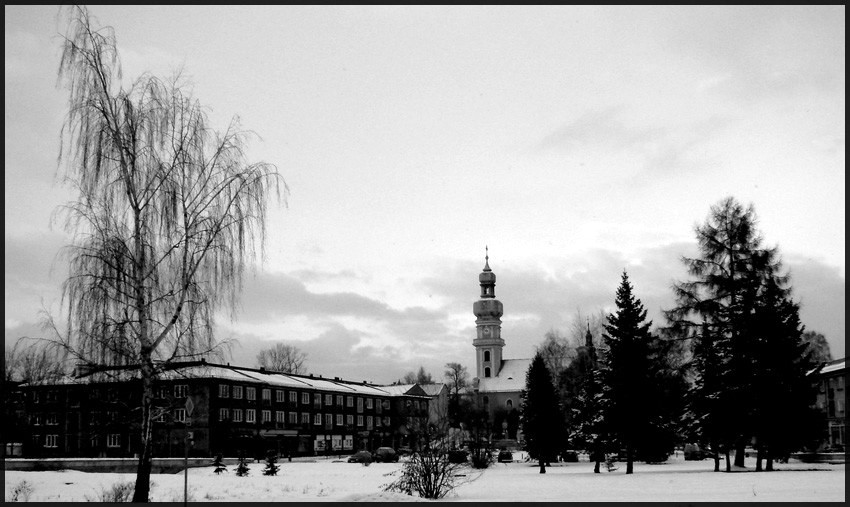
Tyski rynek zimą

  - parafia bł. Karoliny Kózkówny
  - parafia św. Krzysztofa
  - parafia św. Maksymiliana Kolbe

#### Kościół katolicki obrządku bizantyjsko-ukraińskiego
- Kościół greckokatolicki:
  - punkt duszpasterski w Tychach podległy parafii greckokatolickiej Trójcy Świętej w Gliwicach[49]

### Kościoły protestanckie
- Kościół Adwentystów Dnia Siódmego w RP:
  - misja „Prosty Kościół Śląsk” w Tychach[50]
- Kościół Chrześcijański „Słowo Wiary”:
  - Kościół Chrześcijański „Słowo Wiary” w Tychach[51]
- Kościół Ewangelicko-Augsburski w RP:
  - parafia w Tychach[52]
- Kościół Wolnych Chrześcijan:
  - zbór Tychy Osiedle F-6[53]
- Kościół Zielonoświątkowy w RP:
  - zbór w Tychach[54]

### Restoracjonizm
- Świadkowie Jehowy[55][56]:
  - zbór Tychy-Centrum
  - zbór Tychy-Paprocany
  - zbór Tychy-Południe
  - zbór Tychy-Północ
  - zbór Tychy-Rosyjski
  - zbór Tychy-Zachód
- Świecki Ruch Misyjny „Epifania”:
  - zbór w Tychach[57]

## Sport i rekreacja

### Kluby sportowe w Tychach
- Kajakarstwo: MOSM Tychy
- Lekka atletyka: MOSM Tychy, SPLA Tychy
- Piłka nożna: GKS Tychy, Akademia Piłki Nożnej SMS Tychy, Siódemka Tychy, OKS ZET Tychy, OKS JUW-e Jaroszowice, GKS II Tychy, KS Czułowianka, Ogrodnik Cielmice, KKS Polonia Tychy.
- Hokej: GKS Tychy, SKKH Atomówki GKS Tychy, MOSM Tychy, UKS Pantery Tychy (rozwiązany w 2007)
- Piłka halowa: GKS Futsal Tychy, Cekol Tychy, UKS Tyska 5
- Koszykówka: TS GKS Tychy, MOSM Tychy
- Siatkówka męska: TKS Tychy
- Siatkówka kobiet: MOSM Tychy
- Unihokej: TKKF Pionier Tychy
- Piłka ręczna: MOSM Tychy
- Judo: KS „Gwardia” Tychy, UKS Ippon Tychy
- Jujutsu: KS „Gwardia” Tychy
- Futbol amerykański: Tychy Falcons
- Rajdy samochodowe: Automobilklub Ziemi Tyskiej
- Kolarstwo szosowe: Kolarskie Towarzystwo Sportowe Tychy
- Tenis stołowy: Górnośląski Klub Sportowy Tychy
- Rowery: Tyskie Stowarzyszenie Rowerowe, KTK Gronie przy PTTK Tychy, Stowarzyszenie Sportowe NOL-Tychy
- Brazylijskie jujutsu: Bastion Tychy

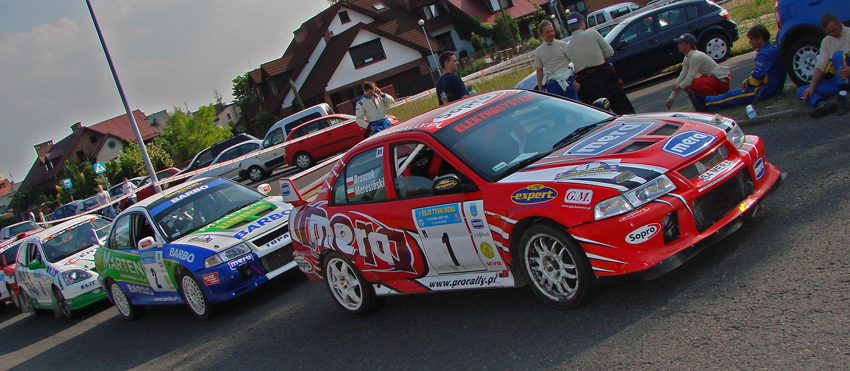
Tyski rajd samochodowy 2006

- Muay thai: Klub Sportowy Ronin
- Zapasy: MOSM Tychy
- Pływanie: Wodnik 29

### Miejski Ośrodek Sportu i Rekreacji w Tychach

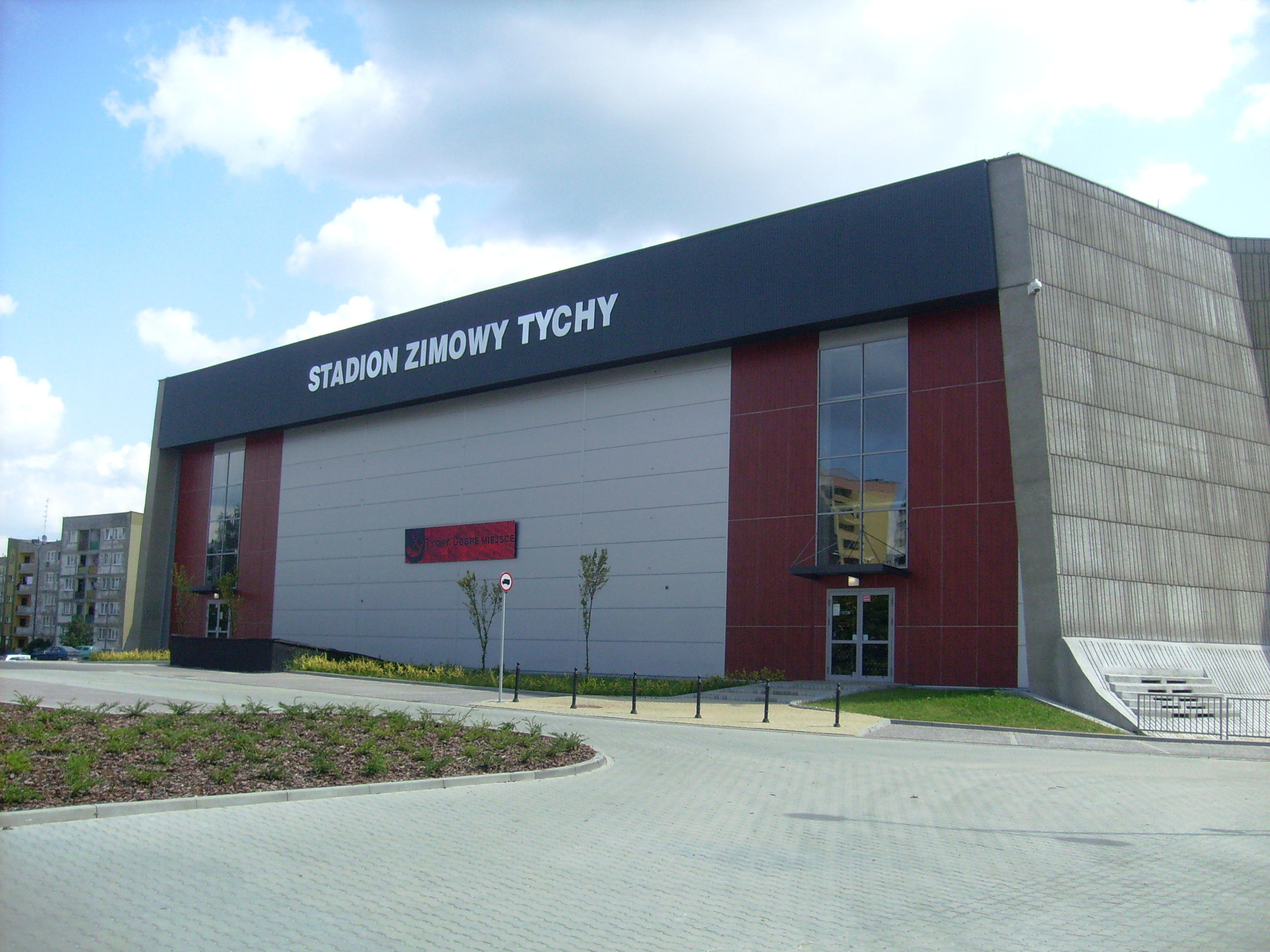
Lodowisko w Tychach

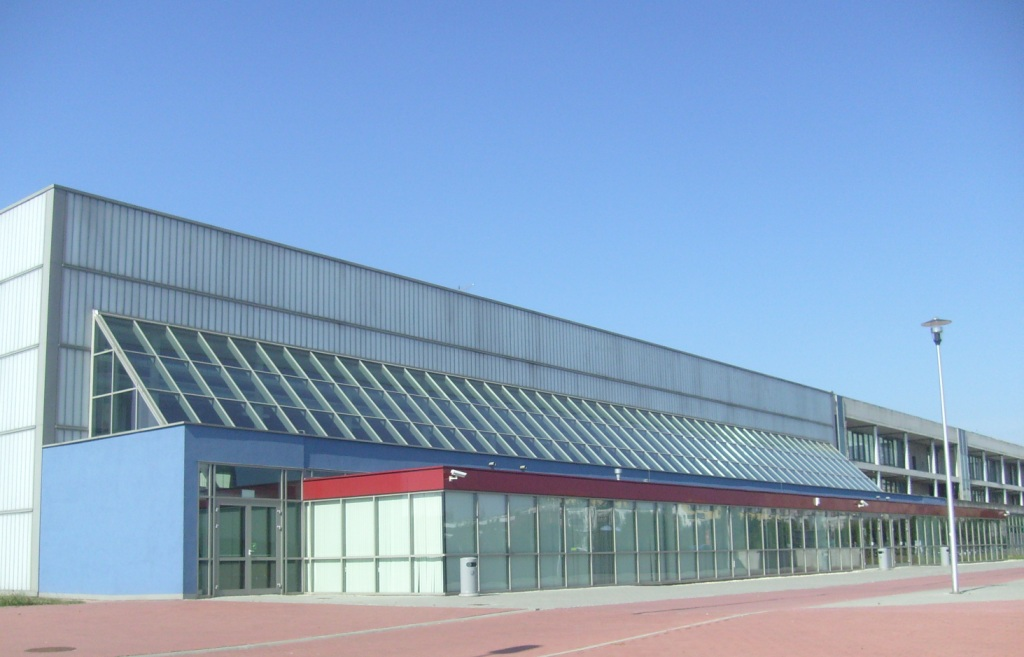
Hala Sportowa, al. Piłsudskiego

Działalność sportową i rekreacyjną prowadzi Zespół ds. Sportu i Organizacji Imprez, w skład którego wchodzą m.in. Miejski Ośrodek Sportów Młodzieżowych, Dział Organizacji Imprez, Osiedlowe Centra Sportowe. Ośrodek finansowany jest w całości ze środków budżetu miasta. MOSiR Tychy zarządza obiektami:
- Stadion Zimowy w Tychach – Lodowisko znajduje się na osiedlu „G”, przy ul. gen. Ch. de Gaulle’a 2. Na przełomie lat 2008/2009 lodowisko zostało gruntownie zmodernizowane, stając się najnowocześniejszym stadionem zimowym w Polsce. Na Stadionie Zimowym odbywały się zawody w hokeju na lodzie podczas IX Zimowego Europejskiego Festiwalu Młodzieży
„Śląsk-Beskidy 2009”.
- Hala Sportowa przy al. Piłsudskiego – została oddana do użytku 25 maja 2008. Hala ma powierzchnię 1100 m² i posiada 924 miejsca siedzące oraz 260 stojących. Na terenie obiektu mieści się sauna i siłownia.
- Stadion Miejski w Tychach – mieści się przy ul. Edukacji 7. Na terenie Stadionu Miejskiego odbywają się mecze piłki nożnej I ligi, klasy A, Śląskiej Ligi Juniorów i Trampkarzy, Szkolnej i Amatorskiej Ligi Piłki Nożnej oraz wiele rozgrywek i imprez sportowo-kulturalnych. W latach 2013–2015 obiekt został przebudowany. Otwarcie nowego Stadionu Miejskiego w Tychach odbyło się 18 lipca 2015.
- Kryta Pływalnia – zlokalizowana jest przy ul. Edukacji 9. Posiada basen sportowy, basen rozgrzewkowy, basen zjeżdżalni, zjeżdżalnię, hydromasaże, saunę oraz siłownię.
- Ośrodek Wypoczynkowy „Paprocany” – został ulokowany przy Jeziorze Paprocany od strony miasta. Na jego terenie znajduje się strzeżona piaszczysta plaża. Przy samej plaży można wypożyczyć sprzęt pływający (kajaki, rowerki wodne). Na terenie ośrodka znajdują się punkty gastronomiczne.
- Kompleks Sportowy „Paprocany” – wyposażony jest w boisko do piłki lub siatkówki plażowej, boisko wielofunkcyjne ze sztuczną nawierzchnią oraz siłownię
- 17 grudnia 2014 zaczęto budować nowoczesny aquapark (Wodny Park Tychy). Znajduje się w nim m.in.: symulator surfingu (pierwszy taki w Polsce) czy sztuczna rzeka. Budową zajmował się Mostostal Warszawa. Park wodny został otwarty w kwietniu 2018.

### Miejski Ośrodek Sportów Młodzieżowych
- MOSM Tychy

Wodny Park Tychy
Wodny Park Tychy

## Gospodarka

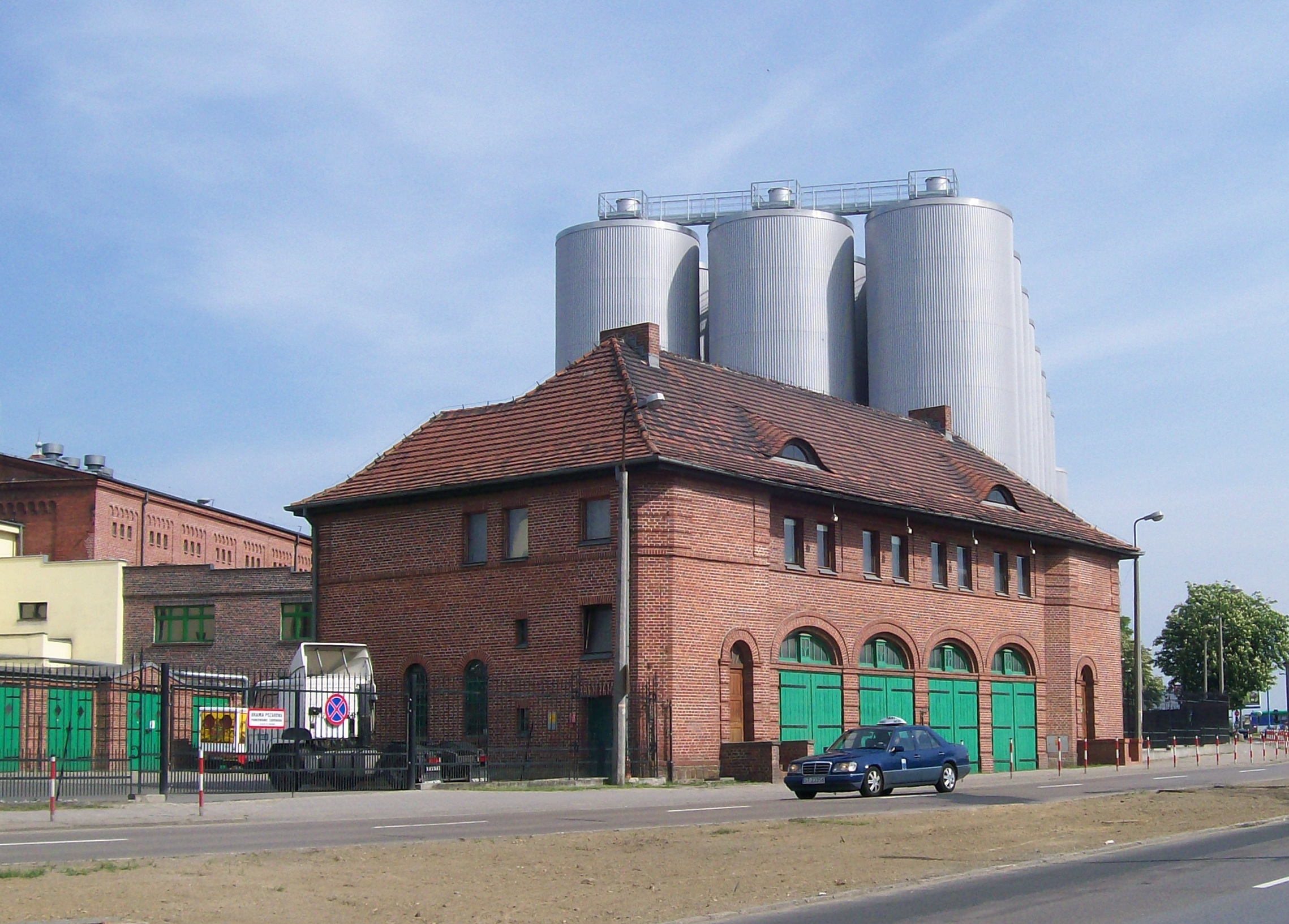
Browar w Tychach

Na końcu grudnia 2018 liczba zarejestrowanych bezrobotnych w Tychach wynosiła ok. 1,6 tys. mieszkańców, co stanowi stopę bezrobocia na poziomie 2,5% do aktywnych zawodowo.
Miasto znane jest z browaru – Tyskie Browary Książęce, które obecnie wchodzą w skład Kompanii Piwowarskiej S.A. Jest to najstarszy nieprzerwanie działający browar w Polsce. Na terenie browarni istnieje również Tyskie Muzeum Piwowarstwa.
W Tychach znajdują się zakłady motoryzacyjne koncernu Fiat oraz General Motors.
W mieście znajduje się podstrefa Katowickiej Specjalnej Strefy Ekonomicznej. Miasto jest także udziałowcem KSSE.

## Transport
Przez miasto przebiegają trasy:

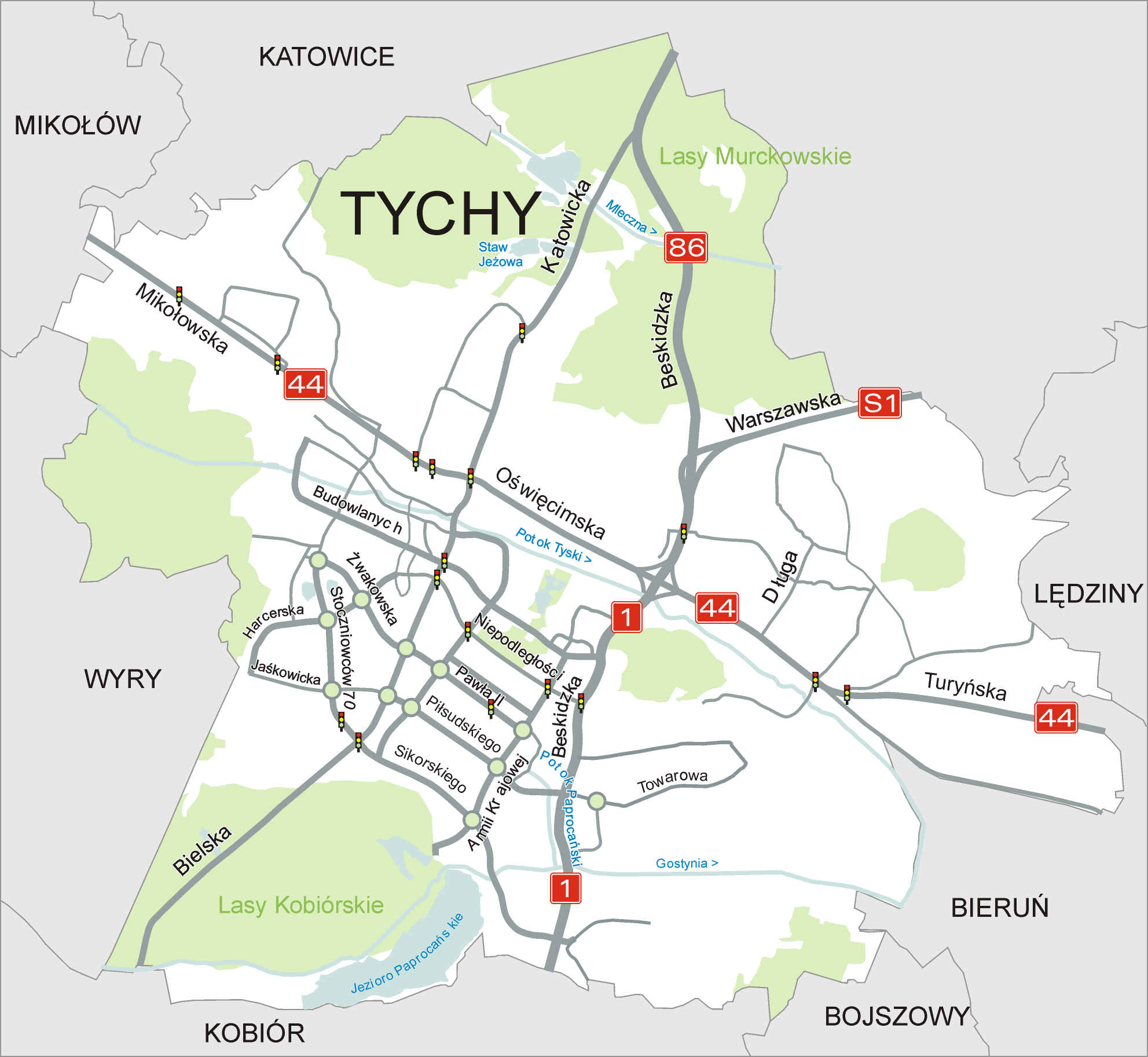
Schematyczny plan komunikacyjny miasta

- Droga ekspresowa S1, odcinek Tychy – Dąbrowa Górnicza;
- Droga krajowa nr 1, odcinek Bielsko-Biała – Tychy;
- Droga krajowa nr 44: Gliwice – Tychy – Oświęcim – Kraków;
- Droga krajowa nr 86, odcinek Tychy – Katowice;
- Międzynarodowa Trasa Europejska nr 75 z Krety na Skandynawię;
- MTE nr 462, łącząca Czechy z Krakowem.

W odległości 12–15 km na północ od miasta biegnie autostrada A4 ze Zgorzelca (granica polsko-niemiecka) przez Wrocław, Katowice, Kraków, Rzeszów do granicy z Ukrainą.
Oprócz tego w odległości ok. 20 km na zachód od Tychów biegnie autostrada A1, dzięki czemu Tychy mają dogodną komunikację z Europą.
W Tychach znajdują się następujące ronda:
| Lp. | Skrzyżowanie ulic                                                           | Nazwa ronda                 | Rok powstania ronda |
| --- | --------------------------------------------------------------------------- | --------------------------- | ------------------- |
| 1   | al. marsz. J. Piłsudskiego – ul. Armii Krajowej                             | Paprocańskie                | 1993                |
| 2   | al. Bielska – ul. Żwakowska – al. Jana Pawła II                             | Polonia                     | 1996                |
| 3   | al. Bielska – Jaśkowicka – al. marsz. J. Piłsudskiego                       | Skałka                      | 1997                |
| 4   | al. marsz. J. Piłsudskiego – ul. R. Dmowskiego                              | Lwowskie                    | 1997                |
| 5   | ul. R. Dmowskiego – ul. S. Grota‑Roweckiego – al. Jana Pawła II             | Cassino                     | 1997                |
| 6   | al. Jana Pawła II – ul. Armii Krajowej – ul. Paprocańska – ul. Wyszyńskiego | Olimpijskie                 | 1999                |
| 7   | ul. Towarowa                                                                | Strefowe                    | 2000                |
| 8   | ul. Żwakowska – ul. Harcerska                                               | Sublańskie                  | 2001                |
| 9   | ul. Jaśkowicka – ul. Stoczniowców 70                                        | Żwakowskie                  | 2002                |
| 10  | ul. gen. W. Sikorskiego – ul. Armii Krajowej                                | Zesłańców Sybiru            | 2005                |
| 11  | ul. Harcerska – ul. Stoczniowców 70                                         | Harcerskie                  | 2007                |
| 12  | ul. Stoczniowców 70 – ul. Żwakowska – ul. Glińczańska – ul. Borowa          | św. Jadwigi                 | 2010                |
| 13  | ul. Towarowa – ul. Serdeczna – ul. Przemysłowa                              | bez nazwy                   | 2011                |
| 14  | ul. Jaroszowicka – ul. Wspólna                                              | bez nazwy                   | 2011                |
| 15  | ul. Andersa – ul. Asnyka                                                    | Dworcowe                    | 2013                |
| 16  | ul. Oświęcimska – ul. Serdeczna                                             | Urbanowickie                | 2013                |
| 17  | ul. Skotnica – ul. Goździków                                                | Zygmunta Hanusika           | 2014                |
| 18  | ul. Żorska – ul. Myśliwska – ul. Legionów Polskich                          | Myśliwskie                  | 2016                |
| 19  | ul. Bocheńskiego – ul. Boczna – ul. Hlonda                                  | Fundacji WOŚP               | 2017                |
| 20  | ul. Towarowa – ul. Beskidzka (łącznik)                                      | Chorwackie                  | 2018                |
| 21  | ul. Towarowa – Centrum Handlowe Gemini                                      | bez nazwy                   | 2018                |
| 22  | ul. Obywatelska                                                             | bez nazwy                   | 2018                |
| 23  | ul. Mysłowicka – ul. Kościelna – ul. Oświęcimska – ul. Turyńska             | Tomasza i Wiktora Szczygłów | 2019                |
| 24  | ul. Oświęcimska – ul. Turyńska                                              | księdza Leona Szkatuły      | 2019                |
| 25  | ul. Jaśkowicka – ul. Borowa                                                 | bez nazwy                   | 2022                |
| 26  | ul. Imbirowa                                                                | Bocianów                    | 2023                |
| 27  | ul. Lokalna                                                                 | bez nazwy                   | 2025                |
| 28  | ul. Serdeczna – ul. Strefowa – ul. Lokalna                                  | bez nazwy                   | 2025                |

### Transport kolejowy
W dzielnicy Stare Tychy znajduje się główny dworzec kolejowy, skąd istnieją bezpośrednie połączenia kolejowe m.in. do takich miast, jak: Warszawa, Gdynia, Kielce, Wiedeń, Łódź, Lubliniec, Wisła, Częstochowa, Gliwice, Zwardoń, Białystok, Poznań, Katowice czy Bielsko-Biała.
W 2005 rozebrano stacje Tychy Żwaków, choć istnieje ona do dziś na trasie Katowice-Zwardoń. Nie ma kas biletowych i żadnych przejść podziemnych i nadziemnych, ale ma dwa perony. Stacja nadaje się do użytku.

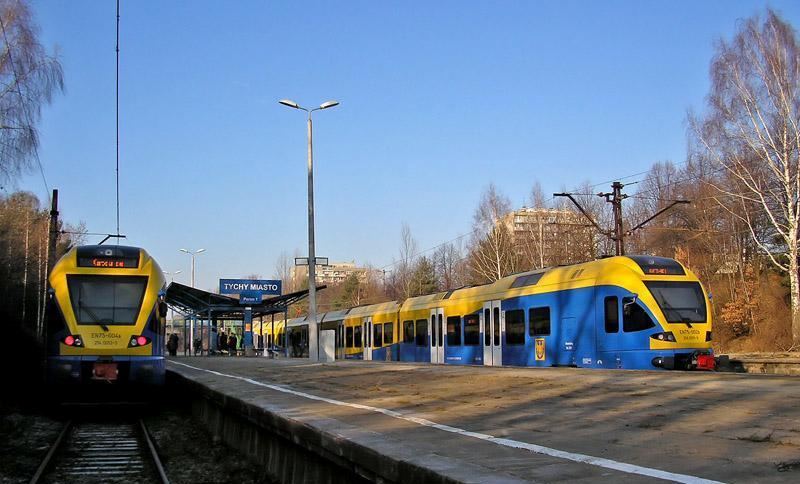
Przystanek SKR Tychy – Miasto

Szybka Kolej Regionalna – została otwarta 14 grudnia 2008. Ułatwia ona dojazd do sąsiadujących z Tychami Katowic i Sosnowca. Do użytku zostały oddane dwie stacje – Tychy Miasto (obecnie zamknięta dla pasażerów) i Tychy Zachodnie. Stacje znajdują się w wykopie, przebiegającym przez miasto. Podróż z przystanku Tychy Miasto do głównego dworca w Katowicach zajmuje 24 minuty. We wrześniu 2012 oddano do użytku nowo wybudowane przystanki osobowe: Tychy Lodowisko, Tychy Roweckiego, Tychy Bielska oraz zmodernizowany przystanek Tychy Zachodnie. Od 9 grudnia 2012 obsługę SKR przejęły Koleje Śląskie. Bilet jest zintegrowany z ZTM (autobusowo-trolejbusowo-pociągowy), obowiązuje odrębna taryfa biletowa (tzw. bilet pomarańczowy).

### Komunikacja miejska
Do końca 2018 roku organizatorem komunikacji miejskiej w Tychach był Miejski Zarząd Komunikacji w Tychach (MZK Tychy). Działalność MZK Tychy była prowadzona głównie na terenie miasta Tychy oraz na terenie sąsiednich gmin. Obsługiwał linie trolejbusowe, autobusowe oraz mikrobusowe. Od 1 stycznia 2019 organizacją przewozów na terenie Tychów oraz sąsiednich miast zajmuje się Zarząd Transportu Metropolitalnego (ZTM). W Tychach obowiązuje taryfa czasowo – strefowa. Głównymi przewoźnikami na obszarze południowym ZTM (dawniej MZK Tychy) są PKM Tychy oraz Tyskie Linie Trolejbusowe.

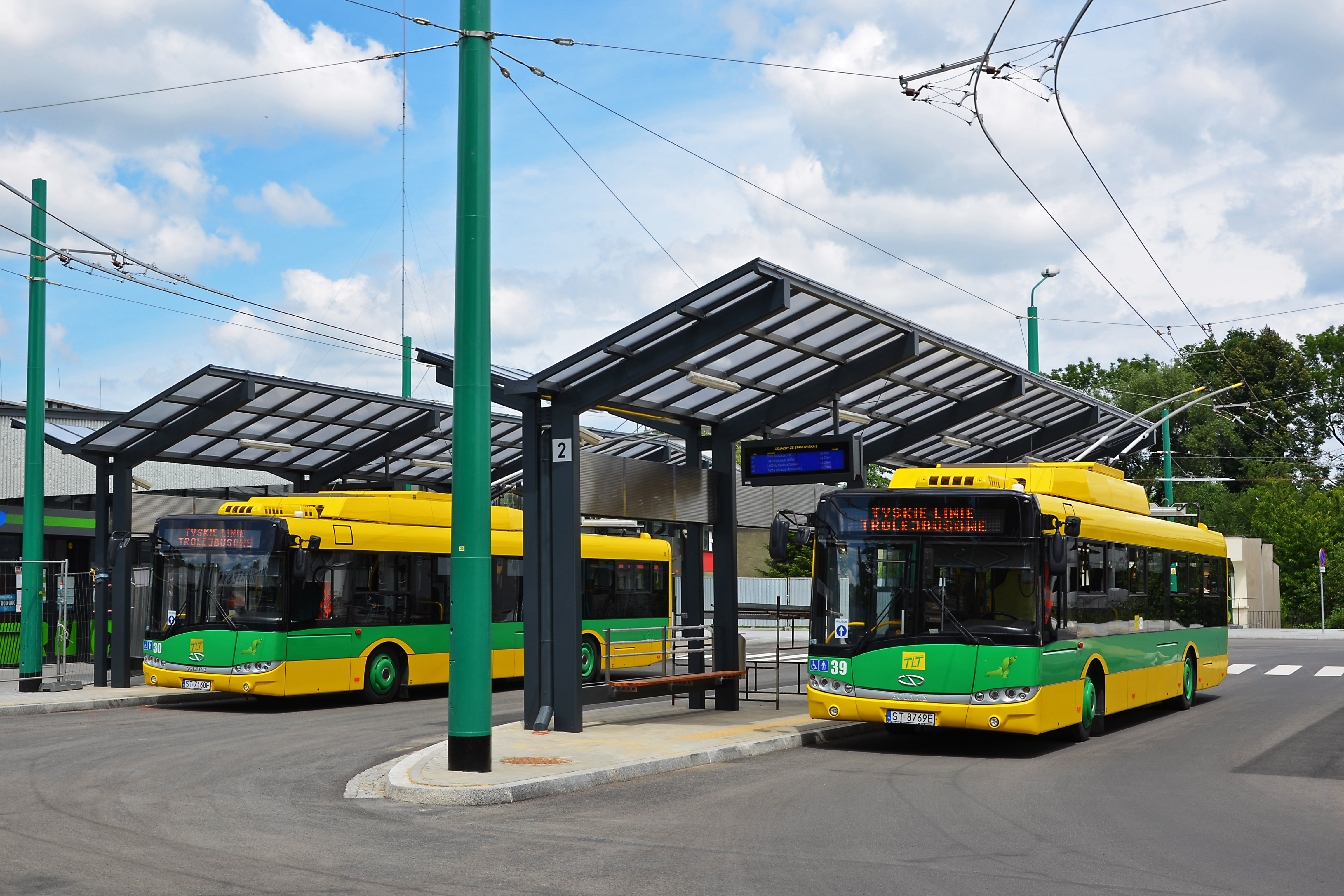
Trolejbusy w Tychach

Trolejbusy w Tychach – to jeden z elementów komunikacji miejskiej (ok. 40 km trakcji), występujący obok tradycyjnej komunikacji autobusowej. W Tychach jest osiem linii trolejbusowych (A, B, C, D, E, F, G oraz H). Wszystkie trolejbusy są zbudowane na bazie pojazdów marki Solaris.
Przedsiębiorstwo Komunikacji Miejskiej w Tychach – Tabor to niskopodłogowe autobusy miejskie oraz mikrobusy. Trzon taboru stanowią autobusy marki Solaris oraz Man.
W Tychach realizowany jest projekt pod nazwą: „Zakup nowoczesnego taboru autobusowego z napędem ekologicznym na potrzeby rozwoju transportu publicznego w podregionie tyskim”, współfinansowanego ze środków Funduszu Spójności w ramach Programu Operacyjnego Infrastruktura i Środowisko 2014–2020. W ramach projektu zostanie zakupionych ponad pięćdziesiąt nowoczesnych autobusów, mikrobusy, elektrobusy, pojazdy serwisowe do obsługi taboru autobusowego, pojazd pogotowia technicznego gruntownie przebudowane zaplecze technicznego zajezdni autobusowej PKM oraz wspomniane trzy nowe trolejbusy.

### Transport lotniczy
Tychy mają dobre połączenie drogowe z lotniskiem w Pyrzowicach – dojazd za pomocą drogi ekspresowej S1, z lotniskiem w Balicach – dojazd drogą ekspresową S1, a następnie autostradą A4.
Tychy nie mają bezpośredniego połączenia z portem lotniczym za pomocą komunikacji miejskiej. Możliwa jest natomiast dogodna przesiadka z pociągu na ekspresową, całodobową linię autobusową AP na przystanku „Katowice Dworzec” (stanowisko nr 10). Pociągi, jak i autobus kursują co około pół godziny, co zapewnia bezproblemową przesiadkę. Oprócz pociągów, w okolice dworca można się również dostać za pomocą linii autobusowych łączących Tychy z Katowicami: M10, 1 oraz 4. Każda z nich kursuje mniej więcej raz na pół godziny. Z uwagi na fakt, że pociągi nie kursują w nocy, bezpośrednie połączenie Tychów z dworcem w Katowicach po zmroku zapewnia linia autobusowa 1N, wykonująca dwa kursy do Katowic codziennie.

## Wojsko

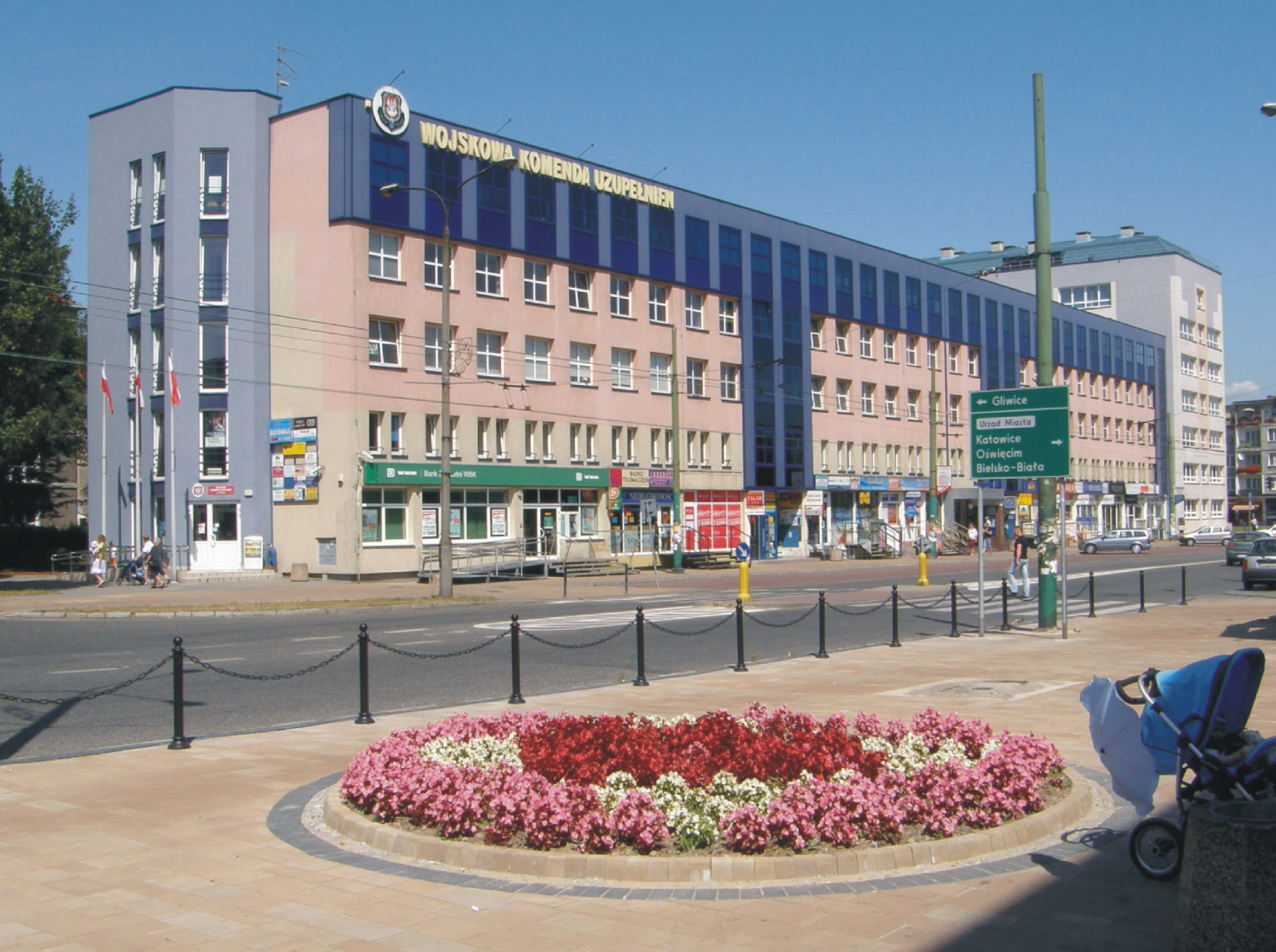
Siedziba WKU – Tychy, ul. Grota Roweckiego

Wojskowa Komenda Uzupełnień w Tychach jest jednostką administracji wojskowej w Polsce, zajmującą się administracją rezerw osobowych. Tyskie WKU pełni rolę organu wykonawczego Ministra Obrony Narodowej i jest podporządkowana bezpośrednio szefowi Wojewódzkiego Sztabu Wojskowego w Katowicach. Odpowiada za realizowanie problematyki obronnej i administracji wojskowej w ramach administrowanego terenu. Jej główne zadania to przede wszystkim zadania z zakresu zapewnienia mobilizacyjnego rozwinięcia jednostek wojskowych, a co za tym idzie: współdziałanie ze starostwami powiatowymi w zakresie polityki obronnej państwa, współdziałanie z obroną cywilną, powoływanie żołnierzy rezerwy do czynnej (kontraktowej) służby wojskowej, wnioskowanie o mianowanie na wyższe stopnie wojskowe żołnierzy rezerwy, rekrutacja kandydatów do szkół wojskowych, ewidencja wojskowa osób podlegających powszechnemu obowiązkowi obrony i wreszcie kreowanie pozytywnego wizerunku Wojska Polskiego. Tyska Wojskowa Komenda Uzupełnień, prócz świadczeń na rzecz obrony, współpracuje również z innymi organami i podmiotami, w sprawach związanych z nie tylko obronnością państwa. Prowadzi liczne spotkania z dziećmi i młodzieżą ze szkół znajdujących się na terenie jej działania. Za swoją działalności służbową Komenda była wielokrotnie wyróżniana. Zajmowała również czołowe lokaty we współzawodnictwie wojskowym.
Komendanci WKU Tychy:
- ppłk Karol Żukowski (1966–1968)
- płk Włodzimierz Gosz (1968–1976)
- płk dypl. Augustyn Sałagan (1976–1982)
- ppłk Kazimierz Czerwiński (1982–1990)
- ppłk dypl. Marek Laskowski (1990–1992)
- płk Andrzej Kukuła (1992–1998)
- ppłk Zbigniew Piątek (1998–2002)
- ppłk Maciej Radziak (2002–2010)
- ppłk Leszek Klag (od 2011)

## Administracja
Tychy są miastem na prawach powiatu. Mieszkańcy wybierają do Rady Miasta Tychy 25 radnych. Organem wykonawczym samorządu jest prezydent miasta, którym obecnie jest Maciej Gramatyka.
Miasto jest członkiem Górnośląsko-Zagłębiowskiej Metropolii, Śląskiego Związku Gmin i Powiatów oraz Związku Miast Polskich.

## Osoby związane z Tychami

### Honorowi Obywatele
Zasady przyznawania honorowego obywatelstwa określa uchwała Rady Miasta Tychy nr 0150/XXVI/509/04 z dnia 28 października 2004.
- Tytuł ten w grudniu 2004 jako pierwszy otrzymał:
  - ksiądz arcybiskup doktor Damian Zimoń – Metropolita katowicki – w uznaniu „wyjątkowej roli, jaką, w ciągu 70-lecia istnienia miasta, odegrał w integracji tyskiej społeczności Kościół katolicki oraz osobistego zaangażowania Księdza Arcybiskupa w sprawy Tychów”.
- 23 stycznia 2009 na uroczystej sesji inaugurującej obchody 75-lecia nadania Tychom praw gminy miejskiej tytuły Honorowego Obywatela Miasta Tychy zostały wręczone trzem kolejnym osobom:
  - Mariusz Czerkawski – tyski hokeista – honorowe obywatelstwo Tychów otrzymał za: osiągnięcia sportowe w kanadyjsko-amerykańskiej lidze hokejowej NHL, za promowanie Tychów w Polsce, Europie i na świecie, za promowanie wśród mieszkańców miasta sportu i zdrowego stylu życia;
  - Marek Moś – założyciel i dyrektor artystyczny Orkiestry Kameralnej Miasta Tychy – AUKSO – honorowe obywatelstwo Tychów otrzymał: za stworzenie i prowadzenie w Tychach orkiestry na najwyższym, europejskim i światowym poziomie artystycznym, za rozbudzanie zainteresowania mieszkańców miasta wysoką kulturą i zaspokajanie ich potrzeb w tej materii, za promocję Tychów podczas koncertów w Polsce, Europie i na świecie;
  - Marek Szczepański – profesor socjologii, współzałożyciel samorządowej Wyższej Szkoły Zarządzania i Nauk Społecznych w Tychach – honorowe obywatelstwo Tychów otrzymał: za współzałożenie Wyższej Szkoły Zarządzania i Nauk Społecznych w Tychach, co pozwala kształcić młodych ludzi, za aktywnych uczestników życia społecznego, silnie związanych ze społecznością lokalną i regionalną, za współtworzenie spotkań naukowych pod nazwą Tyskie Seminaria Majowe, dzięki którym Tychy, nie będąc wielkim ośrodkiem akademickim, zaistniały na naukowej mapie Polski, za aktywną realizację imperatywu: „Myśl globalnie, działaj lokalnie”, za prace badawcze nad społecznością i zbiorowością lokalną oraz ojczyzną prywatną: naszym mniejszym niebem.
- 26 maja 2011 na sesji Rady Miasta tytuł Honorowego Obywatela Miasta Tychy otrzymał:
  - Paweł Sudoł – absolwent Wydziału Towaroznawstwa Akademii Ekonomicznej w Poznaniu. Po zakończeniu studiów pracował w macierzystej uczelni jako stażysta. Następnie związał się z Wytwórnią Pepsi-Cola. W 1990 Paweł Sudoł wygrał konkurs na dyrektora Zakładów Piwowarskich w Poznaniu, a od 1992 pełnił funkcję Prezesa Zarządu Lech Browary Wielkopolski S.A. W 1999, w wyniku połączenia Lecha z Tyskimi Browarami Książęcymi, powstała Kompania Piwowarska S.A., której prezesem został Paweł Sudoł i funkcję tę pełnił nieprzerwanie do końca 2010. Honorowe obywatelstwo otrzymał m.in. za: włączanie się i czynne wspieranie licznych inicjatyw lokalnych, programów profilaktyki antyalkoholowej; wspieranie działań mających na celu polepszenie estetyki przestrzeni miejskiej; wspieranie tyskiego sportu.